# Archiv des Internationalen Komitees vom Roten Kreuz
Das Archiv des Internationalen Komitees vom Roten Kreuz (IKRK) hat seinen Sitz in Genf und wurde dort, zeitgleich zur Gründung der humanitären Organisation, am 17. Februar 1863 gegründet. Es hat die duale Funktion, als Zwischenarchiv noch aktuelle Dokumente gegebenenfalls bis zum Ablauf ihrer Aufbewahrungsfrist zu verwalten und als historisches Archiv ihre geschichtlich relevanten Bestände zu erhalten. Letztere sind der Öffentlichkeit für die Jahre bis 1975 zugänglich.
Zusammen mit der dazugehörigen IKRK-Bibliothek am Genfer Hauptsitz beherbergt das Archiv eine der weltweit grössten Sammlungen an Dokumenten zum humanitären Völkerrecht. Der Schweizer Schriftsteller Nicolas Bouvier bezeichnete das Archiv als «Lagerhaus der Trauer», da es als «Erbe der Menschheit» Informationen über das Schicksal vieler Millionen Opfer bewaffneter Konflikte aufbewahrt.

## Geschichte

### Gründungsphase

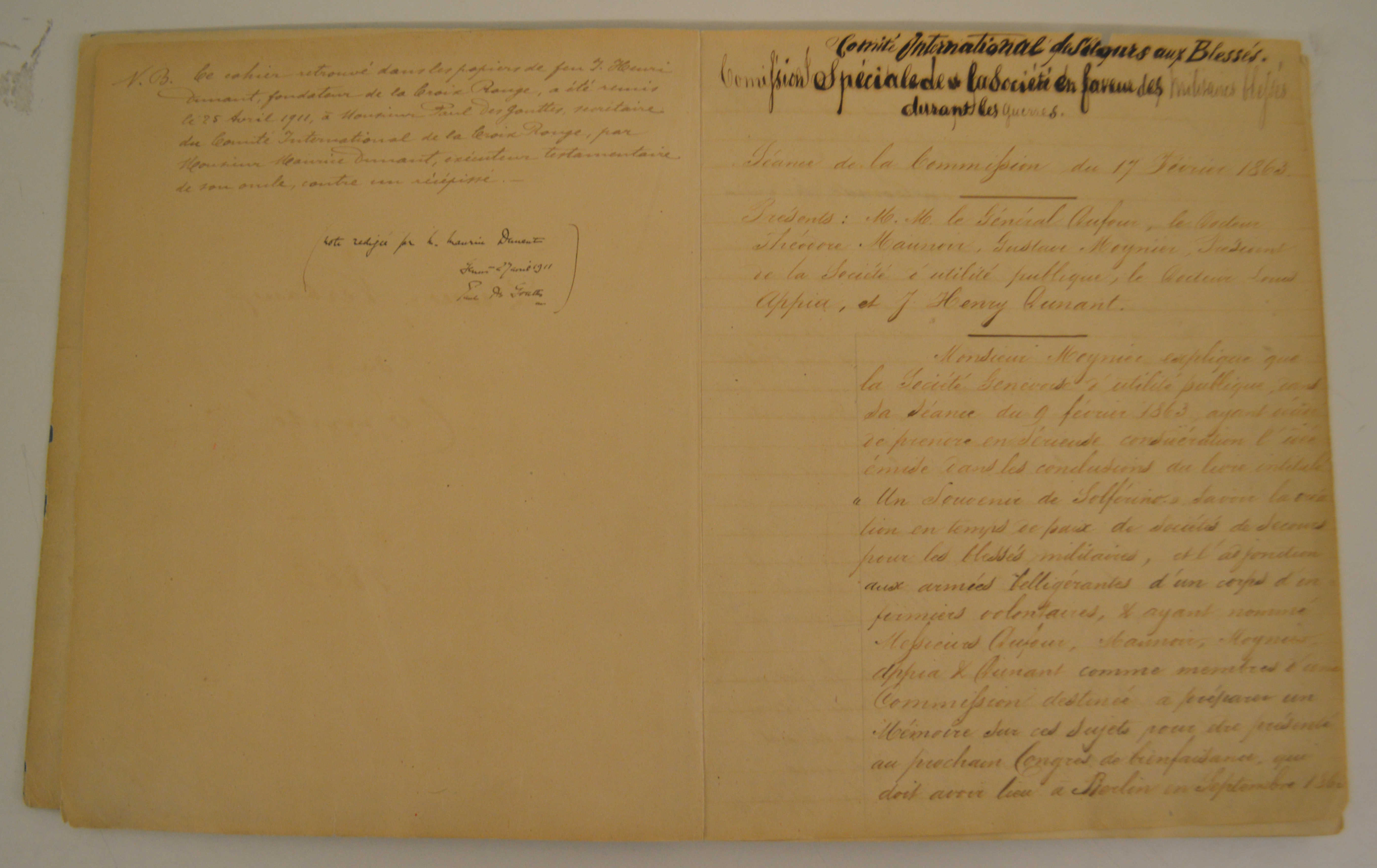
Sitzungsprotokoll Nr. 1 von 1863

Am 17. Februar 1863 gründeten fünf Männer – der Geschäftsmann Henri Dunant, der Rechtsanwalt und Philanthrop Gustave Moynier, die beiden Ärzte Louis Appia und Théodore Maunoir sowie der General Guillaume Henri Dufour – in einer Privatwohnung in der Genfer Altstadt den Vorgängerverein des IKRK. Das Haus, in dem die Versammlung stattfand, war als das «Alte Kasino» bekannt. Hauptinitiator Dunant unterzeichnete als Schriftführer das Sitzungsprotokoll des Komitees und legte mit diesem ersten Dokument auch den Grundstock für Archiv und Bibliothek der Organisation.

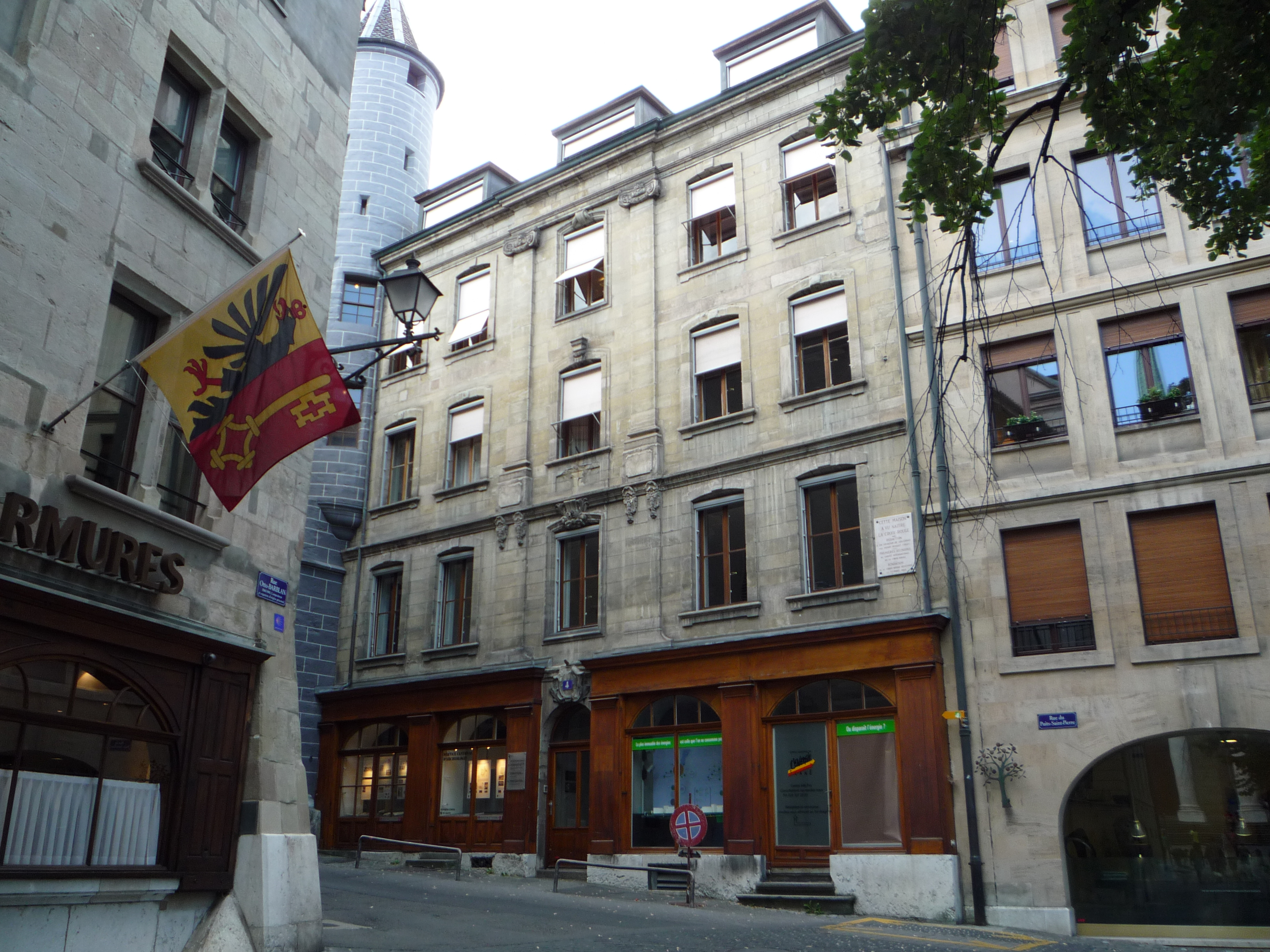
Rue du Puits-St-Pierre 4

Faktischer Sitz des IKRK – und damit auch von Archiv und Bibliothek – wurde Dunants Privatresidenz im «Maison Diodati». Das seiner Familie gehörende Haus in der Rue du Puits-Saint-Pierre 4 der Altstadt, wo er bereits sein wegweisendes Buch «Eine Erinnerung an Solferino» geschrieben hatte, blieb für ein Jahrzehnt die Hauptadresse.
In jenen Jahren konzentrierte sich das Archiv darauf, die Umsetzung des humanitären Völkerrechts zu verfolgen, insbesondere der Genfer Konvention von 1864. Dazu gehörten Berichte über den Deutsch-Dänischen Krieg von 1864 zwischen Preussen und Österreich auf der einen Seite und Dänemark auf der anderen um die nationale Zugehörigkeit des Herzogtums Schleswig. Ein nächster Schwerpunkt wurde der Deutsch-Französische Krieg von 1870/71. Die Bestände der Basel-Agentur mit Akten zu Kriegsgefangenen aus diesem Krieg – insgesamt 12 lineare Meter – übernahm das IKRK-Archiv in folgenden Jahren. Gleiches gilt für die Unterlagen der Triest-Agentur zu Kriegsgefangenen während der Balkankrise (1875–1878), wenn auch nur mit einem Umfang von einem linearen Meter.
Als das IKRK 1874 seinen neuen Sitz in der Rue de l'Athénée 3 am Rande der Altstadt bezog, zog das aus gerade einmal zwei Bücherregalen bestehende Archiv aus Dunants Privatwohnung mit in die als Büro dienende Drei-Zimmer-Wohnung ein. In den folgenden vier Jahrzehnten sammelte das Archiv in erster Linie diplomatische Korrespondenz zu seinem Mandat. Es dokumentierte damit zugleich die Entstehung und das Wachstum der weltweiten Internationalen Rotkreuz- und Rothalbmond-Bewegung. Trotzdem hat der Altbestand für das halbe Jahrhundert bis 1914 – der Ancien Fonds – gerade einmal einen bescheidenen Umfang von 8 linearen Metern.

### Erster Weltkrieg

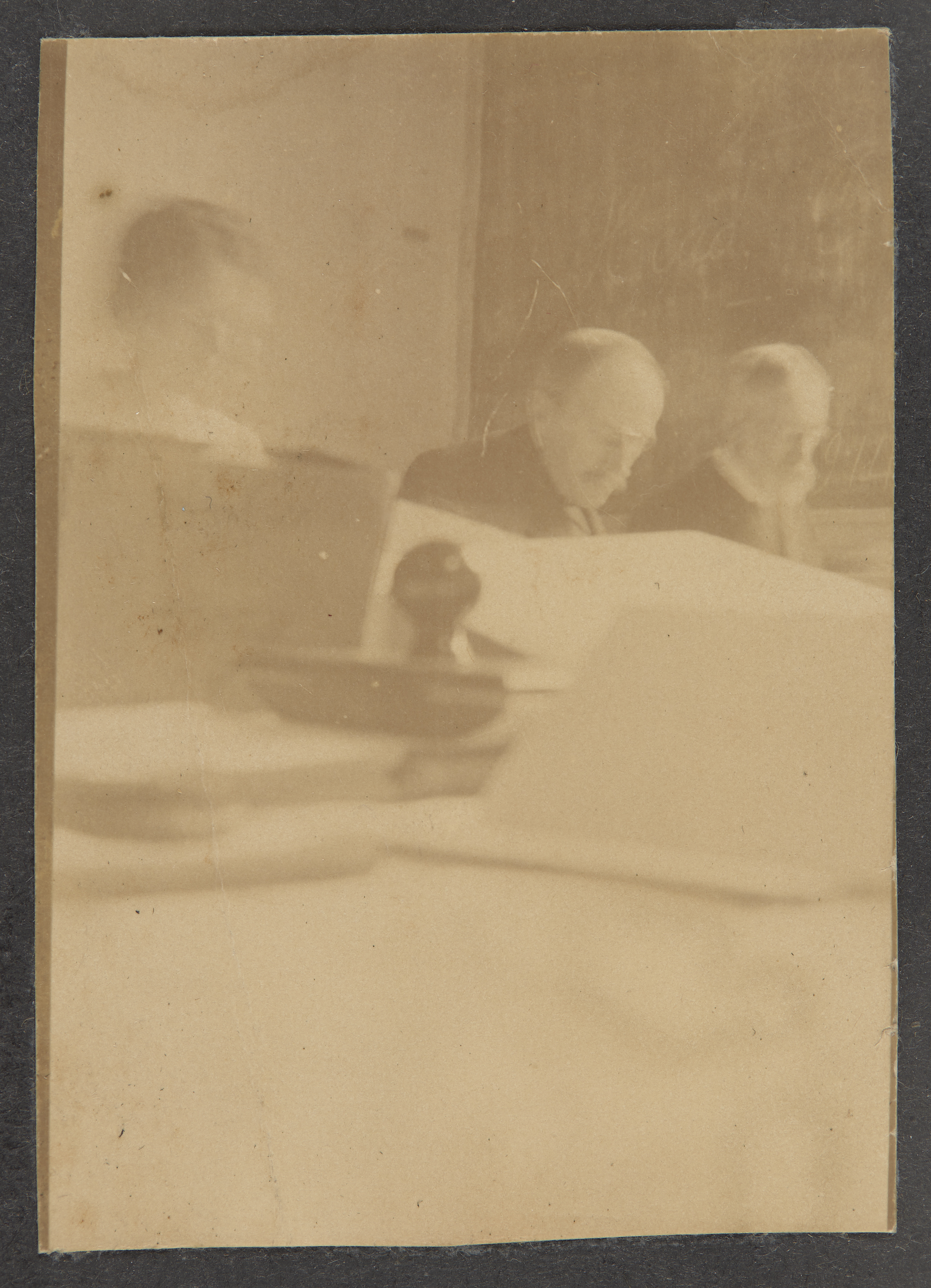
Rolland (Mitte) mit Ferrière und einer nicht-identifizierten Kollegin

Der Ausbruch des Ersten Weltkriegs bedeutete auch für das IKRK – und damit ebenso für sein Archiv – eine Zäsur: unter Führung seines Präsidenten Gustave Ador gründete das Komitee die Internationale Zentralstelle für Kriegsgefangene (IPWA). Ihre Hauptaufgabe bestand zunächst darin, Kriegsgefangene zu registrieren und den Kontakt zu ihren Familien wiederherzustellen. Bereits Ende 1914 hatte die IPWA rund 1200 Freiwillige, darunter viele junge Frauen und Studenten. Sitz der Agentur war das Genfer Kunstmuseum Musée Rath.
Das Mandat der IPWA basierte auf der 6. Entschliessung der neunten Washingtoner Konferenz von 1912 und war auf Militärangehörige beschränkt. Allerdings erreichten die Agentur schon von Anfang an auch zahlreiche Anfragen zum Verbleib von Zivilisten in besetzten Gebieten etc. Der Arzt Frédéric Ferrière, der bereits seit 1884 Komiteemitglied war, gründete daher gegen den Rat anderer IKRK-Führungsmitglieder eine private zivile Sektion der IPWA, die in einem völkerrechtlichen Vakuum operierte. Sie wurde aber bereits bald gemeinhin mit dem IKRK identifiziert und trug massgeblich zu dessen positivem Ruf bei, der 1917 mit seinem ersten Friedensnobelpreis honoriert wurde. Henri Dunant, der von Moynier rasch aus dem IKRK gedrängt worden und verarmt weitgehend in Vergessenheit geraten war, hatte die Auszeichnung bereits 1901 erhalten.

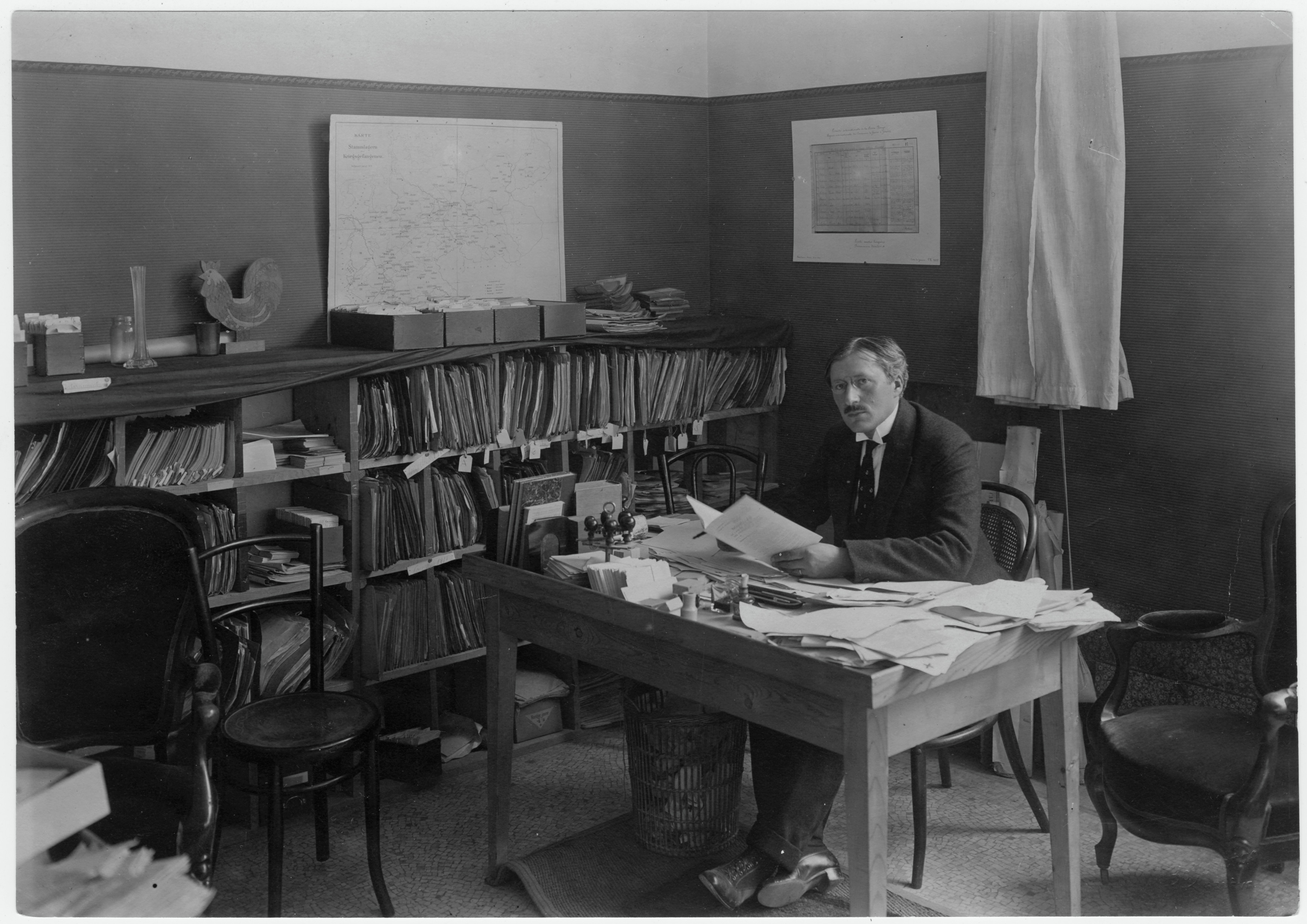
Clouzot im Musée Rath, wo er auch ein Bulletin herausgab

Zu den hunderten Freiwilligen der zivilen Privatsektion gehörte der französische Schriftsteller Romain Rolland, der von Oktober 1914 an bis zum Juli des folgenden Jahres dort tätig war. Als Rolland für 1915 den Literaturnobelpreis erhielt, spendete er die Hälfte des Preisgeldes der Zentralstelle und bescherte ihr damit auch die entsprechende Aufmerksamkeit. Der österreichische Schriftsteller Stefan Zweig schilderte das Wirken seines Freundes wie folgt:
«Ein kleiner ungehobelter Schreibtisch mit einem nackten Holzsessel mitten im Gedränge einer schmucklosen, mit Brettern aufgezimmerten Kajüte, neben hämmernden Schreibmaschinen, drängenden, rufenden, eiligen, fragenden Menschen –, das war Romain Rollands Kampfplatz gegen das Elend des Krieges. Hier hat er versucht, was die andern Dichter und Intellektuellen durch Haß gegeneinanderhetzten, durch gute Sorge zu versöhnen, wenigstens einen Bruchteil der millionenfachen Qual zu lindern durch gelegentliche Beruhigung und menschliche Tröstung. Er hat eine führende Stellung im Roten Kreuz weder begehrt noch innegehabt, sondern ganz wie die andern Namenlosen dort die tägliche Arbeit der Nachrichtenvermittlung besorgt: unsichtbar war diese seine Tat und darum doppelt unvergeßbar.»
Das Ablagesystem für die Millionen von Karteikarten entwarf der Archivar und Paläograf Étienne Clouzot (1881–1944), der Direktor einer der Entente-Abteilungen wurde. Er war zugleich auch Kolumnist der liberalen Tageszeitung Journal de Genève, die ihrerseits einst mit der Veröffentlichung eines anonymen Berichtes von Henry Dunant zur Schlacht von Solferino indirekt zur Gründung des IKRK beigetragen hatte – was einmal mehr dessen traditionelle Verflochtenheit mit der grossbürgerlichen Klasse der calvinistisch geprägten Stadt bzw. des Kantons illustriert.

### Zwischen den Weltkriegen

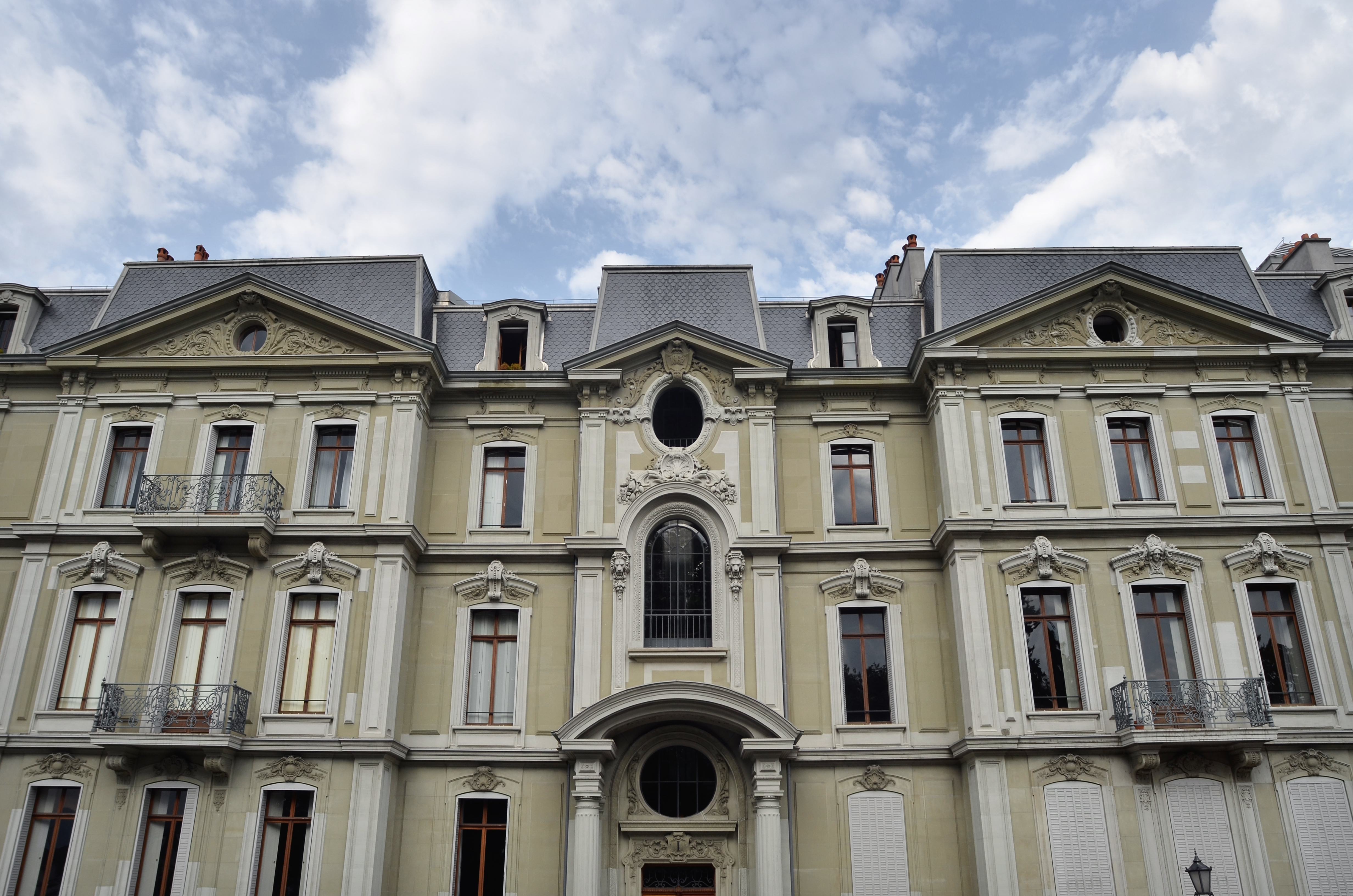
Promenade du Pin

Ende 1918 bezog das IKRK – und damit auch sein Archiv und die Bibliothek – ein neues Hauptquartier an der Promenade du Pin 1 am Rande der Altstadt. Im darauf folgenden Jahr wurde Clouzot (siehe oben) Direktor des IKRK-Sekretariats und übernahm damit auch die Verantwortung für Archiv und Bibliothek.
Nach wenigen Jahren, in denen das IKRK mit einer Vielzahl von Archivierungsmethoden experimentierte, führte das Sekretariat zu Beginn der 1920er-Jahre ein zweigeteiltes Ablagesystem ein. Dieses bestand aus einer Archivgruppe für juristische, diplomatische und verwaltungstechnische Angelegenheiten und einer für Operationen unter der Führung der Delegationskommission für Missionen.

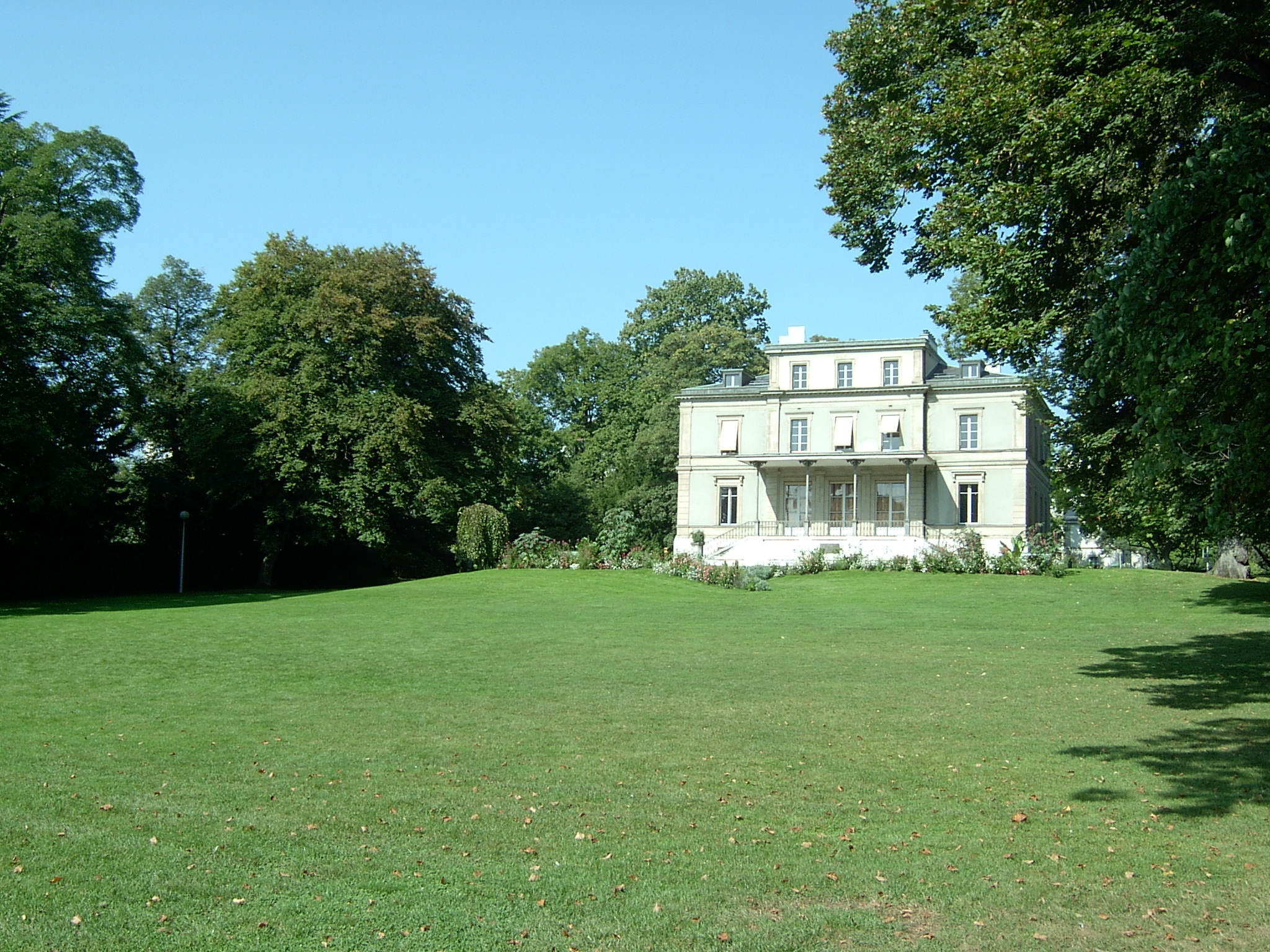
Villa Moynier

Die IWPA blieb nur noch bis 1924 bestehen, aber das Archiv sammelte dafür vermehrt Informationen zu verschiedenen Konflikten, die teilweise in Kontinuität zum Ersten Weltkrieg gesehen werden können, darunter:
- der Griechisch-Türkische Krieg (1919–1922),

und nach einem vergleichsweise ruhigen Jahrzehnt
- der Chacokrieg (1932–1935),
- der Abessinienkrieg (1935–1936),
- der Spanische Bürgerkrieg (1936–1939) und
- der Zweite Japanisch-Chinesische Krieg (ab 1937).[1]

Erst 1930 begann das IKRK, systematisch eigene Personalakten anzulegen und aufzubewahren, was das rasante Anwachsen an Aktivitäten und Zuständigkeiten reflektierte.
1933 bezog das IKRK – und damit abermals auch sein Archiv und die Bibliothek – ein neues Hauptquartier, erstmals in seiner Geschichte abseits der Genfer Altstadt: Die Villa Moynier inmitten des großen Parc Moynier am Westufer des Genfersees war 1848 für den Bankier  Barthélemy Paccard erbaut und an dessen Schwiegersohn Gustave Moynier (1826–1910) vererbt worden, der bis zu seinem Tod als erster IKRK-Präsident die Rekorddauer von 47 Jahren im Amt geblieben war. 1926 diente das Haus dem Völkerbund als Sitz. Das IKRK verblieb dort bis 1946/7.
In diesen zwei Jahrzehnten zwischen den Weltkriegen entwickelte sich mit Blick auf das Archiv auch ein immer stärkeres Bewusstsein innerhalb des IKRK für eine Erinnerungskultur im Sinne eines humanitären Gedächtnisses der Menschheit und Menschlichkeit.

### Zweiter Weltkrieg

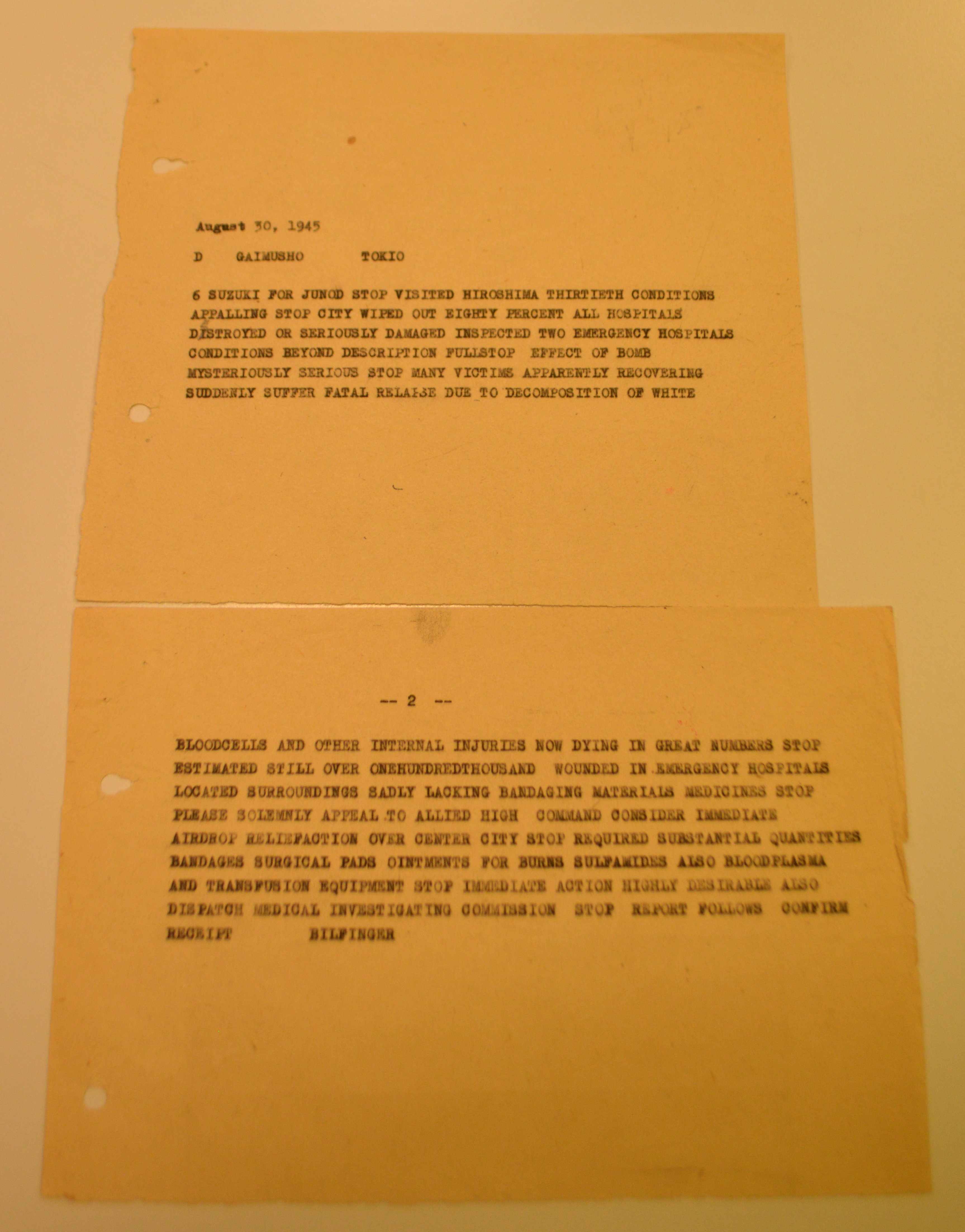
Bilfingers Hiroshima-Telegramm an seinen IKRK-Kollegen Marcel Junod

Bereits zwei Wochen nach Beginn des Zweiten Weltkriegs wurde die Internationale Zentralstelle für Kriegsgefangene wiedereröffnet, nunmehr auf Grundlage der Genfer Konventionen in der Fassung von 1929.
Der Archivist Étienne Clouzot, der die Regeln für das Archivwesen der IWPA im Ersten Weltkrieg erarbeitet hatte, half noch 1939 beim Aufbau der neuen Agenturstruktur und widmete sich dieser in seinen letzten fünf Lebensjahren. Eine prominente Rolle im zivilen Bereich spielte Suzanne Ferrière, die ihrem Onkel Frédéric schon während des Ersten Weltkrieges assistiert hatte und nun ein neues Nachrichtenübermittlungssystem für Familienangehörige etablierte.
Infolge des millionenfachen Leides vervielfältigte sich auch die Zahl der Aktenvorgänge mit insgesamt rund 45 Millionen Karteikarten und etwa 120 Millionen vermittelter Nachrichten. Bereits im Oktober 1939 erhielt das IKRK von IBM kostenlos Lochkartentechnik und Personal zur Verfügung gestellt, um Klassierungen und andere Informationsverarbeitungen zu automatisieren. Angesichts der Datenflut, die von circa 3000 Mitarbeitenden bewältigt wurde, führte das Archiv 1942 ein neues Ablagesystem ein. Die Anstrengungen wurden 1944 mit einem zweiten Friedensnobelpreis gewürdigt.
Eines der letzten – und gleichzeitig eindringlichsten – Dokumente des Archivs aus der Zeit des Zweiten Weltkrieges entstand wenige Tage vor Kriegsende: am 29. August 1945 beschrieb der IKRK-Delegierte Fritz Bilfinger, der die Ruinen der japanischen Stadt Hiroshima knapp drei Wochen nach dem dortigen Atombombeneinsatz der USA als erster Ausländer erreichte, die apokalyptische Situation in einem Telegramm und warnte so vor den Gefahren des Atomzeitalters.

### Dekolonialisierung und «Kalter Krieg»

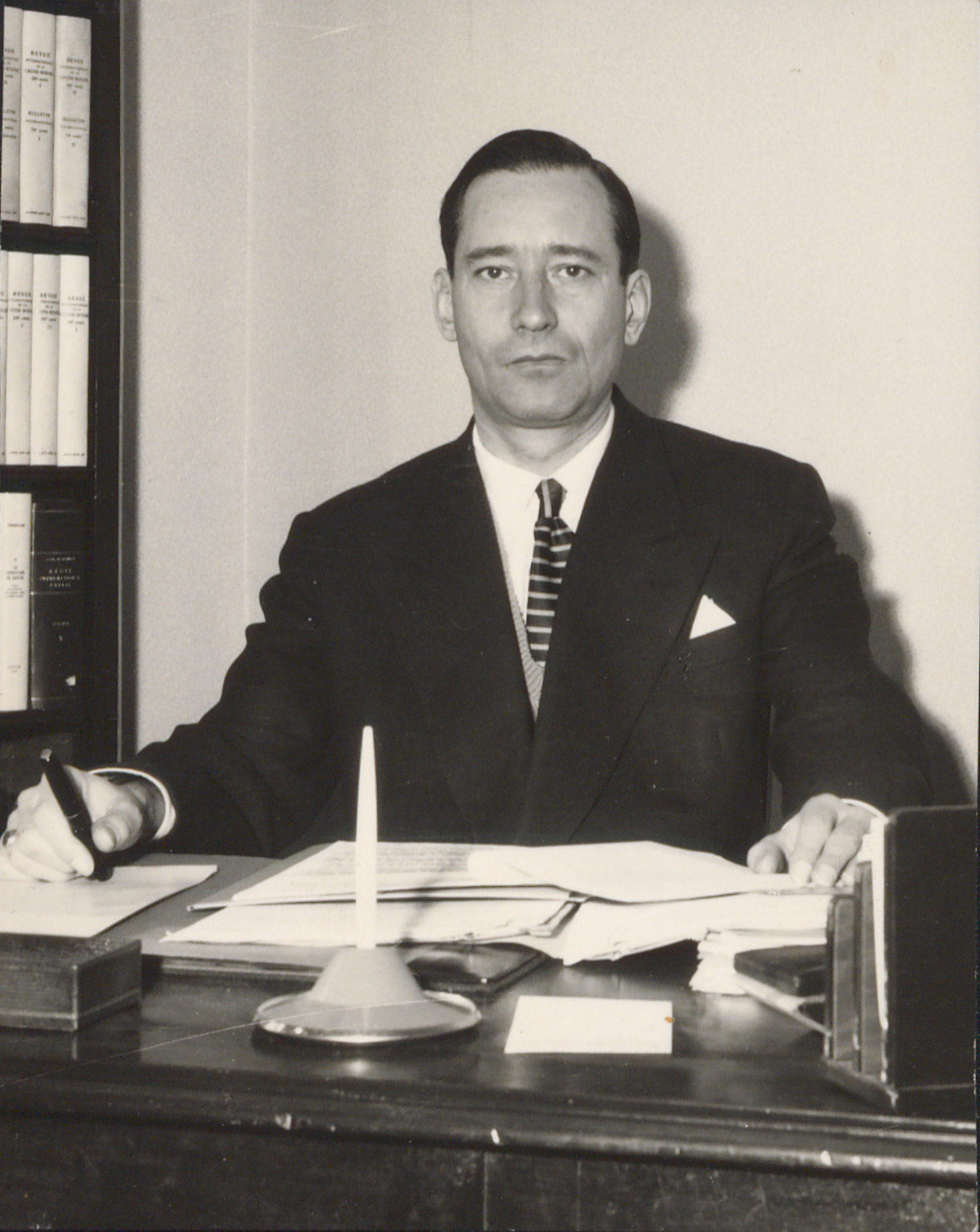
Jean Pictet im Jahr 1937

Ein Jahr nach Ende des Zweiten Weltkrieges verlegte das IKRK seinen Hauptsitz samt Archiv von der Villa Moynier in das ehemalige Carlton Hotel. Das neoklassizistische Gebäude auf einem Hügel über dem Völkerbundpalast stellte der Kanton von Genf der Organisation im Rahmen einer langfristigen Pacht zur Verfügung.
Zur gleichen Zeit wurde das Archiv zu einer eigenen Abteilung innerhalb des IKRK aufgewertet. Diesen Schritt verantwortete Jean Pictet  (1914–2002), der als Jurist auf humanitäres Völkerrecht spezialisiert war und auch als geistiger Vater der Genfer Konvention von 1949 über den Schutz von Zivilpersonen in Kriegszeiten gilt. Als Direktor der Hauptverwaltungsabteilung führte Pictet, der aus einer alten Genfer Bankiersfamilie stammte, dann 1950 ein neues und umfassendes Ablagesystem ein. Die Nummerierung erfolgte nunmehr sowohl nach thematischen wie geographischen Bezügen. Alle Akten der gesamten Organisation wurden bis 1972 nach dem «Pictet-Plan» geordnet. In der Archiv-Abteilung selber galt er sogar noch bis 1997.

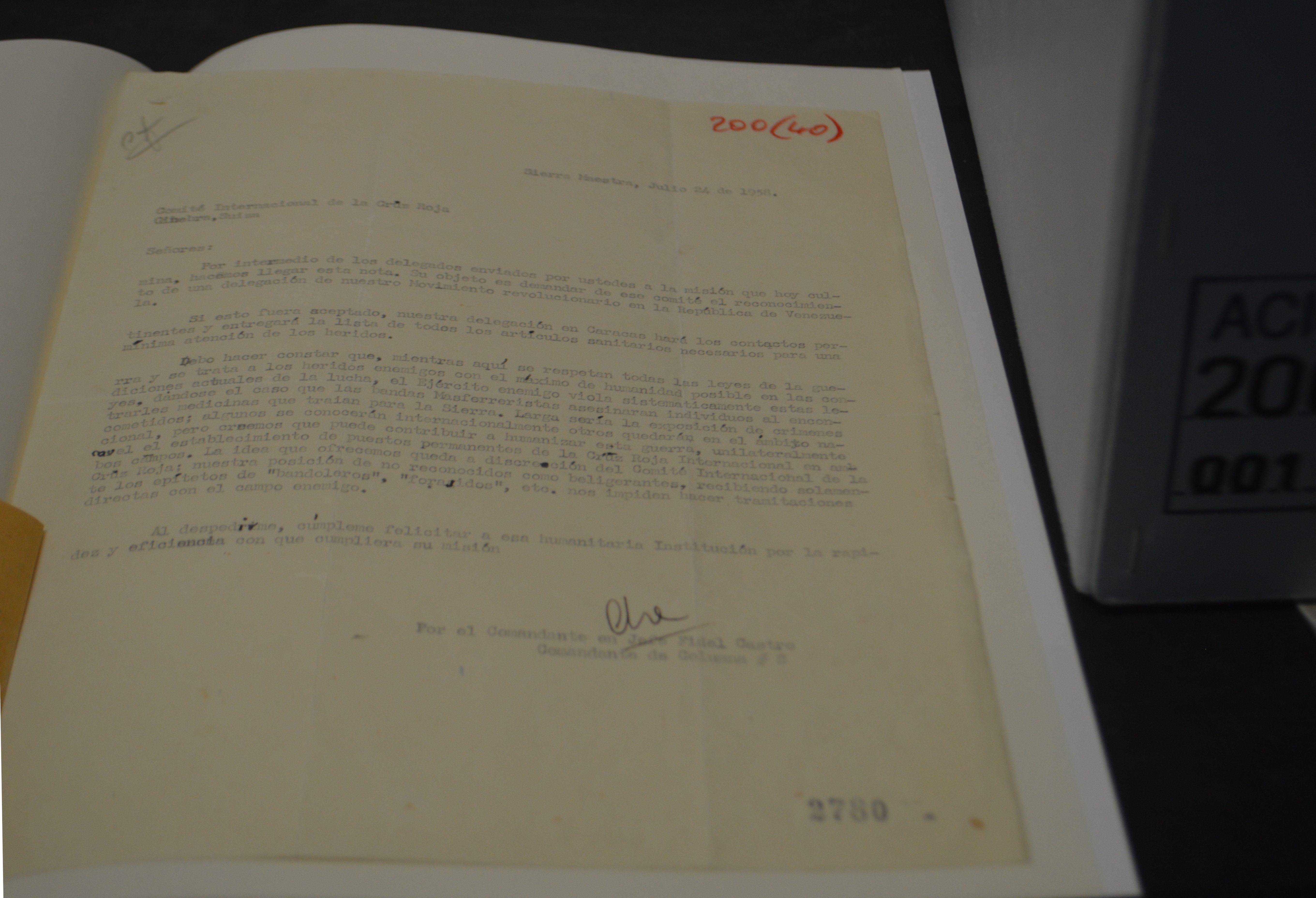
Ein Brief von 1958, den Che Guevara in Vertretung von Fidel Castro unterzeichnete und in dem er das IKRK aufforderte, die revolutionäre Bewegung auf Kuba anzuerkennen

Unterdessen wuchsen die Aktenbestände des Archivs weiterhin sprunghaft an. Ursache waren zahlreiche Konflikte, die im Zuge der Dekolonialisierung und im Kontext des sogenannten Kalten Krieges – der in vielen Gebieten gerade des globalen Südens ein heisser Krieg war – ausbrachen. Zu diesen gehörten insbesondere:
- der Indochinakrieg zwischen Frankreich und dem Việt Minh (1946 bis 1954)
- die Nakba in Palästina (1948)
- Sueskrise und Ungarischer Volksaufstand (beide 1956)
- der Koreakrieg (1950 bis 1953)
- der Algerienkrieg (1954 bis 1962)
- die Kongo-Krise (1960 bis 1965)
- die Kubakrise (1962)
- der Nordjemenitische Bürgerkrieg (1962 bis 1970).

Vor diesem Hintergrund erhielt das IKRK 1963 seinen dritten Friedensnobelpreis nach 1917 und 1944, wodurch es zugleich zu der Institution mit der bis heute größten Anzahl dieser Auszeichnungen wurde. Bereits drei Jahre zuvor hatte die Internationale Zentralstelle für Kriegsgefangene als Zentraler Suchdienst einen permanenten Status innerhalb des IKRK erhalten, wodurch auch das einschlägige Schriftgut dauerhaft an das Archiv gebunden wurde. Entsprechend gestärkt entwickelte die Organisation in den folgenden Jahren noch größere Aktivitäten in einer weiter wachsenden Zahl von Konflikten, darunter:
- der Vietnamkrieg (1964 bis 1975)
- der Sechstagekrieg von 1967
- der Biafra-Krieg in Nigeria (1967 bis 1970)
- die griechische Militärdiktatur (1967 bis 1974)
- der Putsch gegen Präsident Salvador Allende in Chile 1973
- der Jom-Kippur-Krieg von 1973
- der Zypernkonflikt von 1974
- das Ende des portugiesischen Kolonialreiches und die Unabhängigkeitskriege in Angola und Mosambik (1975) sowie
- der Genozid in Kambodscha (1975 bis 1979) und der Kambodschanisch-Vietnamesische Krieg (1978 bis 1989).[1][19][20]

Bis 1973 war der Öffentlichkeit der Zugang zu den Aktenbeständen des IKRK-Archivs grundsätzlich verwehrt, auch wenn das Direktorium in Einzelfällen Ausnahmegenehmigungen gewähren konnte. Erst 110 Jahre nach Gründung der Organisation wurde dieses Verfahren formalisiert, was einen ersten Schritt zur Öffnung der Archive bedeutete. Allerdings bestimmte das IKRK weiterhin strikt die Auswahl der einzusehenden Dokumente, was von der Forschung zunehmend als Willkür kritisiert wurde.
Als dann 1979 die US-amerikanische TV-Mini-Serie «Holocaust – Die Geschichte der Familie Weiss» auch in der Schweiz zu einer breiteren Debatte über Verstrickungen in die nationalsozialistische Schreckensherrschaft auslöste, wuchs im öffentlichen Diskurs auch die Kritik an der Rolle des IKRK. Dies betraf insbesondere die Tatsache, dass das IKRK das System der NS-Konzentrationslager nicht denunziert hatte.
Vor diesem Hintergrund schuf das IKRK 1979 unter seinem neuen Präsidenten Alexandre Hay einen Präzedenzfall, indem es dem Genfer Geschichtsprofessor Jean-Claude Favez für dessen Studie zur Politik des IKRK während des Holocausts uneingeschränkten Zugang zu den einschlägigen Unterlagen gewährte. Das Buch erschien zwar erst 1988, bedeutete aber dennoch einen Durchbruch für die Auseinandersetzung mit der IKRK-Vergangenheit im Besonderen und darüber hinaus auch die Aufarbeitung der Schweizer Geschichte im Allgemeinen. Auf Deutsch wurde das Werk ein weiteres Jahr später unter dem Titel «Das Internationale Rote Kreuz und das Dritte Reich – War der Holocaust aufzuhalten?» veröffentlicht.
Die Tatsache, dass das Archiv 1984 in ein neues Bürogebäude neben dem historischen «Le Carlton»-Gebäude zog, stand somit auch sinnbildlich für den Aufbruch in die Archiv-Moderne.
Die treibende Kraft für die weitere Öffnung der Akten war nunmehr Cornelio Sommaruga, der 1987 zu Hays Nachfolger im Amt des IKRK-Präsidenten gewählt wurde und zuvor Staatssekretär für Aussenwirtschaft gewesen war. Dennoch dauerte es noch bis zum Ende des «Kalten Krieges», bis auch die Versammlung der Komiteemitglieder das Ziel eines besseren Zugangs zu dem historischen Schriftgut sanktionierte: erst im Mai 1990 fasste es den Entschluss, die Archivabteilung mit einem Mandat auszustatten, das den «Prinzipien eines modernen Archivwesens» entsprach. Trotzdem bestand das IKRK auf der Bedingung, dass Texte vor der Veröffentlichung vorgelegt werden mussten, und behielt sich das Recht vor, Passagen zu streichen.

### Seit 1990
So dauerte es nochmals fast sechs Jahre, bis die IKRK-Versammlung im Januar 1996 das Recht der Öffentlichkeit auf Zugang zu den Archivbeständen grundsätzlich anerkannte. Die Schutzfristen wurden auf fünfzig Jahre für die allgemeinen Akten und einhundert Jahre für persönliche Unterlagen festgelegt. Zahlreiche Stimmen innerhalb des IKRK hatten sich zuvor für noch längere Sperrzeiten ausgesprochen. Im folgenden Jahr wurden die allgemeinen Akten für die Jahre von 1863 bis 1950 vollständig der Öffentlichkeit zugänglich gemacht, insgesamt fast 500 lineare Meter.
Die erste Forscherin, die 1997 von dieser neuen Transparenz profitierte, war die britische Schriftstellerin und Menschenrechtsaktivistin Caroline Moorehead, die an einer offiziellen Chronik des IKRK arbeitete. Ihr folgte bald der französische Historiker Serge Klarsfeld mit seiner Organisation "Vereinigung der Söhne und Töchter aus Frankreich deportierter Juden". Zwei Jahre später veröffentlichte er eine Sammlung von Dokumenten aus dem Archiv über die Internierung und Deportation französischer Juden während des Zweiten Weltkrieges.
Ebenfalls 1997 führte das Archiv fast ein halbes Jahrhundert nach dem «Pictet-Plan» ein neues Ablagesystem ein, das den Titel «B AI» trug (Services généraux – Archives institutionnelles) und auch für digitale Dokumente geeignet war.
2004 machte das Archiv einen weiteren Teil seiner Überlieferung für die Öffentlichkeit zugänglich, wieder rund 500 lineare Meter. Dabei handelte es sich um die allgemeinen Akten für die Jahre von 1951 bis 1965. Im gleichen Jahr verkürzte die IKRK-Versammlung die Sperrfrist für diese Bestände von 50 auf 40 Jahre sowie für personenbezogene Karteien von 100 auf 60 Jahre.
2007 nahm die Organisation der Vereinten Nationen für Erziehung, Wissenschaft und Kultur (UNESCO) das Archiv in sein Verzeichnis für das Weltdokumentenerbe auf - als erste Institution in der Schweiz und als erste internationale Organisation überhaupt. Das UNESCO-Programm soll einem kollektiven Gedächtnisverlust entgegenwirken, die Bewahrung von Archiven und Bibliotheken fördern sowie für eine möglichst weite Verbreitung ihres gesammelten Wissens sorgen.
2008/9 wurde das IKRK-Verwaltungsgebäude von 1984, das auch das Archiv beherbergt, durch den Bau einer modernen Rotunde erweitert, die auch als repräsentative Empfangshalle für die Benutzerinnen und Benutzer des Archivs dient.
Im Jahr 2010 wurde das öffentliche Archiv mit der IKRK-Bibliothek und dem IKRK-Fotoarchiv in der Abteilung für Informationsmanagement zusammengelegt, um mit Blick auf die immer stärker wachsende Entwicklung digitaler Technologien der wachsenden Komplexität von sehr grossen Datenmengen einerseits und der Fragmentierung von Informationen andererseits zu begegnen. Im gleichen Jahr führte das IKRK ein neues Ablagesystem unter dem Titel «B RF» (Services généraux – Archives générales des unités, Reference Files) ein. Die neue Abteilung hat seitdem verschiedene Automatisierungsprozesse implementiert, darunter in jüngerer Zeit auch die Anwendung von Künstlicher Intelligenz, um das institutionelle Gedächtnis zu bewahren.
Im Rahmen dieser Modernisierung expandierte das Archiv 2011 in das Logistikzentrum des IKRK. Der Neubau in Satigny unweit des Genfer Flughafens wurde teilweise vom Schweizer Bundesrat finanziert, das Land in einem Gewerbegebiet vom Kanton Genf zur Verfügung gestellt. Satigny dient vor allem als Zwischenarchiv sowie als Lager für die noch gesperrten Bestände. Der Publikumsverkehr für das Hauptarchiv und die Bibliothek findet daher weiterhin am Genfer Hauptsitz statt.
2015 gab das Archiv eine dritte Charge an allgemeinen Akten frei. Diese Bestände betreffen die Jahre von 1966 bis 1975 und beinhalten unter anderem Unterlagen zur Inhaftierung von Nelson Mandela. Zwei Jahre später allerdings beschloss die IKRK-Versammlung, die Sperrfristen um zehn Jahre zu erhöhen, um dem wachsenden Phänomen langwieriger Konflikte («protracted conflicts») Rechnung zu tragen. Nach dieser Argumentation können historische Dokumente einen ganz aktuellen Einfluss auslösen, weil die Akteure solcher Konflikte oftmals noch die gleichen sind, und damit das Prinzip der Vertraulichkeit als Grundlage von IKRK-Aktivitäten untergraben. Die neuen Regeln bedeuten, dass allgemeine Unterlagen wieder für 50 Jahre und personenbezogene Akten für 70 Jahre gesperrt sind. Demzufolge wird die nächste Tranche an allgemeinem Schriftgut für die Jahre von 1976 bis 1985 erst 2035 freigegeben werden.

## Bestände und Sammlungen
Die öffentlichen und audiovisuellen Bestände sind in fünf Teilbereiche gegliedert:
1. Die allgemeinen öffentlichen Archive enthalten Unterlagen, welche die Geschichte des IKRK seit seiner Gründung im Jahre 1863 bis 1975 behandeln. Sie sind hauptsächlich in französischer Sprache verfasst.
2. Die Bestände des Zentralen Suchdienstes mit Dokumenten zu Einzelpersonen sind grundsätzlich offen für die Zeit bis in die 1950er-Jahre. Allerdings können die meisten Recherchanfrangen nur über die zuständigen Fachleute im Archiv erfolgen. Die einzige Ausnahme sind die Indexkarten für die rund zwei Millionen Kriegsgefangenen des Ersten Weltkrieges mit Angaben v. a. zu Gefangennahmen, Überstellungen von Lager zu Lager und Sterbedaten. Sie wurden mittlerweile digitalisiert und online gestellt. Dabei handelt es sich in erster Linie um Vorgänge an der Westfront, der Front in Rumänien und im Serbienfeldzug (Dokumente zu anderen Frontabschnitten werden vom Dänischen Roten Kreuz aufbewahrt). Anfragen zu Kriegsgefangenen und internierten Zivilpersonen müssen hingegen ein spezielles Verfahren durchlaufen. Zwar steht dieses prinzipiell offen für alle Antragstellenden, doch akzeptiert das Archiv aus Kapazitätsgründen nur eine bestimmte Anzahl von Anträgen pro Jahr. Für Fragen zum Verbleib von Einzelpersonen, die in jüngeren Konflikten verschwunden sind, steht das Archiv nur Familienangehörigen offen.
3. Das Bildarchiv beinhaltet über 800'000 Fotos zu den weltweiten IKRK-Aktivitäten seit den 1860er-Jahren. Rund 125'000 wurden bereits digitalisiert und der Öffentlichkeit zugänglich gemacht.
4. Das Filmarchiv besteht aus rund 5000 Titeln mit insgesamt etwa 1000 Stunden Material über die humanitäre Arbeit des IKRK seit 1921. Eine Vielzahl von Formaten (Videokassetten, 35-mm-Film und 16-mm-Film) wurde dafür digitalisiert.
5. Das Audio-Archiv hat einen Bestand von über 10'000 Dateien mit circa 1000 Stunden an digitalisiertem Material, das seit der zweiten Hälfte der 1940er-Jahre aufgenommen wurde.[30]

Neben den institutionellen Überlieferungen gehören zu den Beständen auch private Sammlungen, die ehemalige Mitglieder des Komitees und Delegierte dem Archiv über- bzw- nachgelassen haben.
Die Bestände des IKRK-Archivs umfassen – Stand: Anfang 2020 – ungefähr:
- 9 Millionen elektronische Dokumente,
- 19 laufende Kilometer an Regalen mit Papierdokumenten,
- 34 Terabyte an elektronischen Medien des Bereiches Audivision, und
- 41 Millionen Karteikarten über Einzelpersonen aus den beiden Weltkriegen.[27]

Die IKRK-Bibliothek enthielt zum gleichen Zeitpunkt um die 41000 Titel in ihrem Katalog, darunter:
- vorbereitende Dokumente, Berichte, Aufzeichnungen und Protokolle von diplomatischen Konferenzen zum humanitären Völkerrechtsverträgen;
- Aufzeichnungen zu Konferenzen der Rotkreuz- und Rothalbmond-Bewegung zum humanitären Völkerrecht;
- alle Ausgaben der Zeitschrift "International Review of the Red Cross" bzw. seiner Vorgänger seit der Gründung und alle sonstigen IKRK-Publikationen;
- seltene Dokumente, die in den Jahrzehnten zwischen IKRK-Gründung und Erstem Weltkrieg veröffentlicht wurden, insbesondere zu Dunants Ideen; und
- eine einmalige Sammlung juristischer Schriften zu Fragen des humanitären Völkerrechts.[3]

Archiv und Bibliothek werden pro Jahr durchschnittlich von rund 1500 Forschenden besucht. Im Jahr 2019 verzeichneten die Archive etwa 1,4 Millionen Seitenabrufe von ihren verschiedenen Online-Plattformen. Im Verlaufe des gleichen Jahres bearbeitete das Archiv-Personal ungefähr 11000 Anfragen, sowohl externe wie interne.

## Galerie

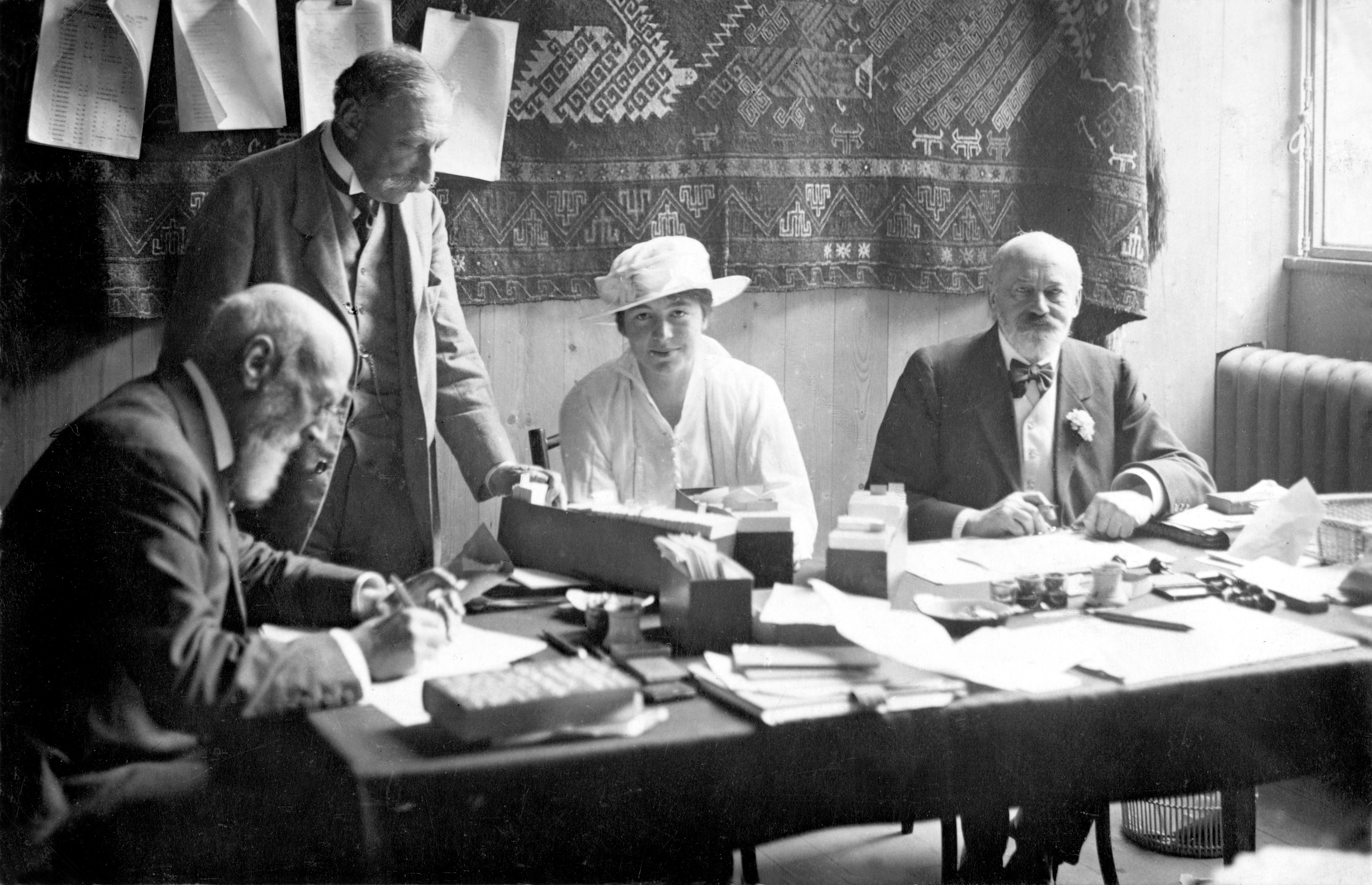
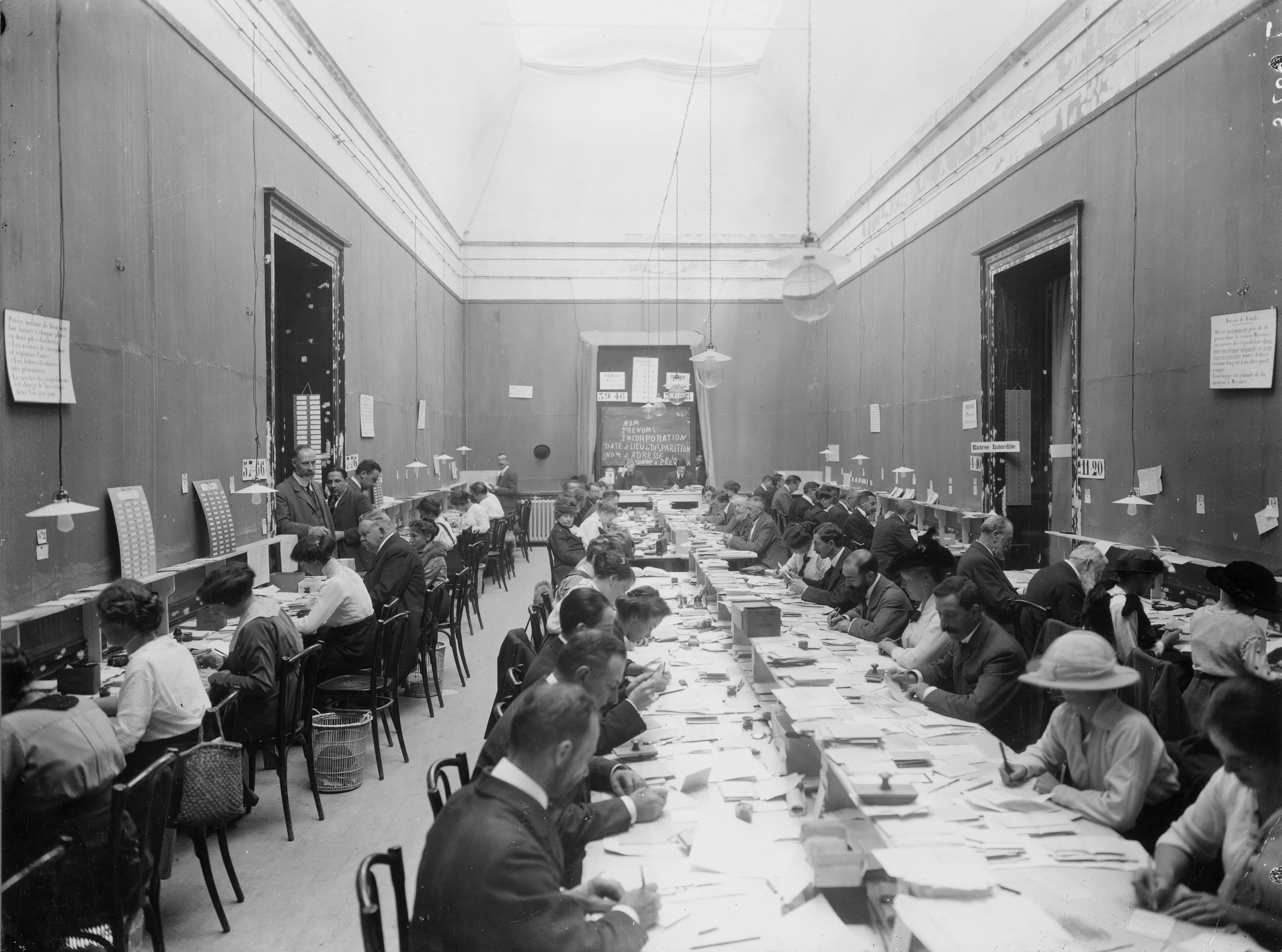
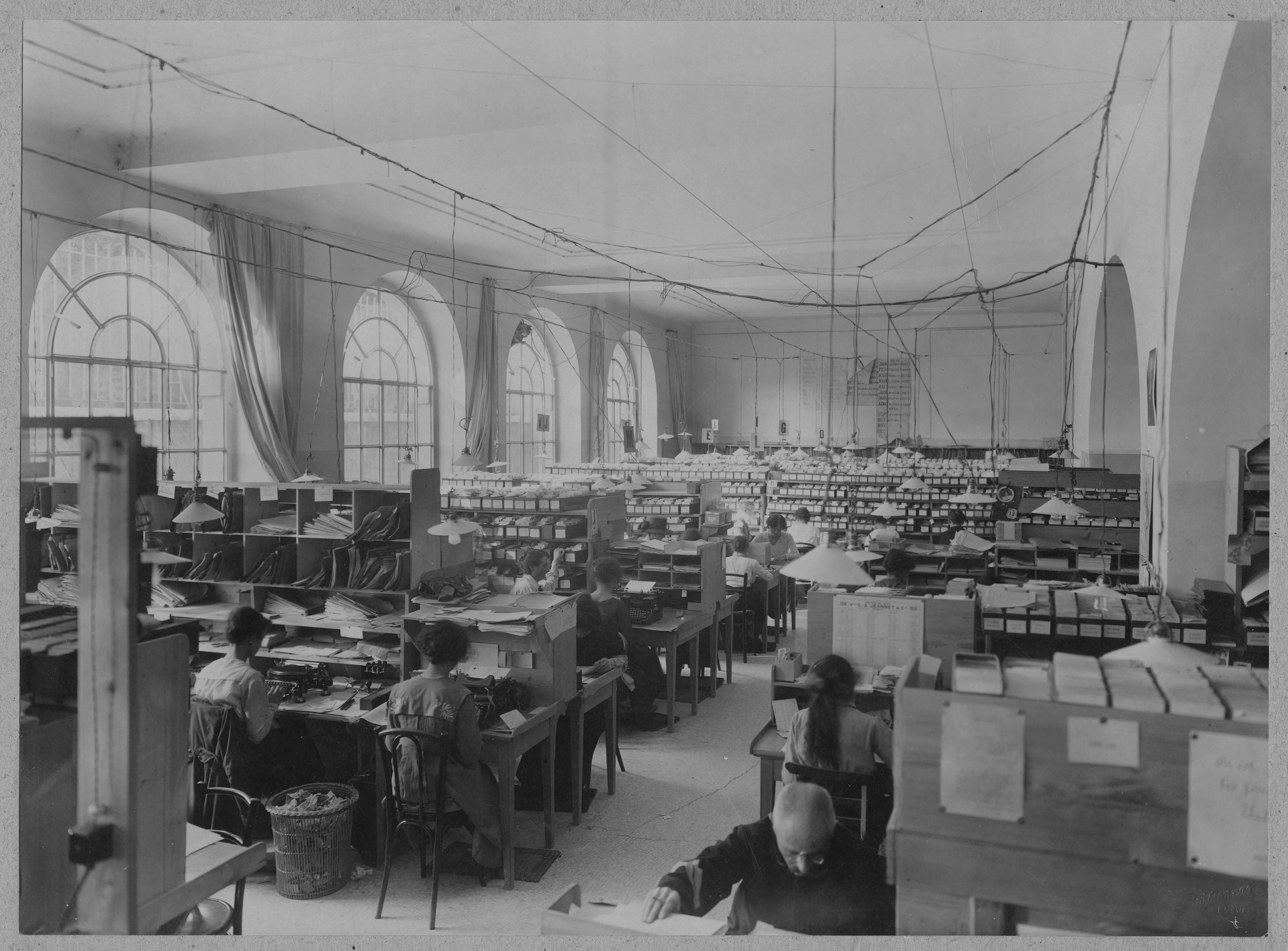
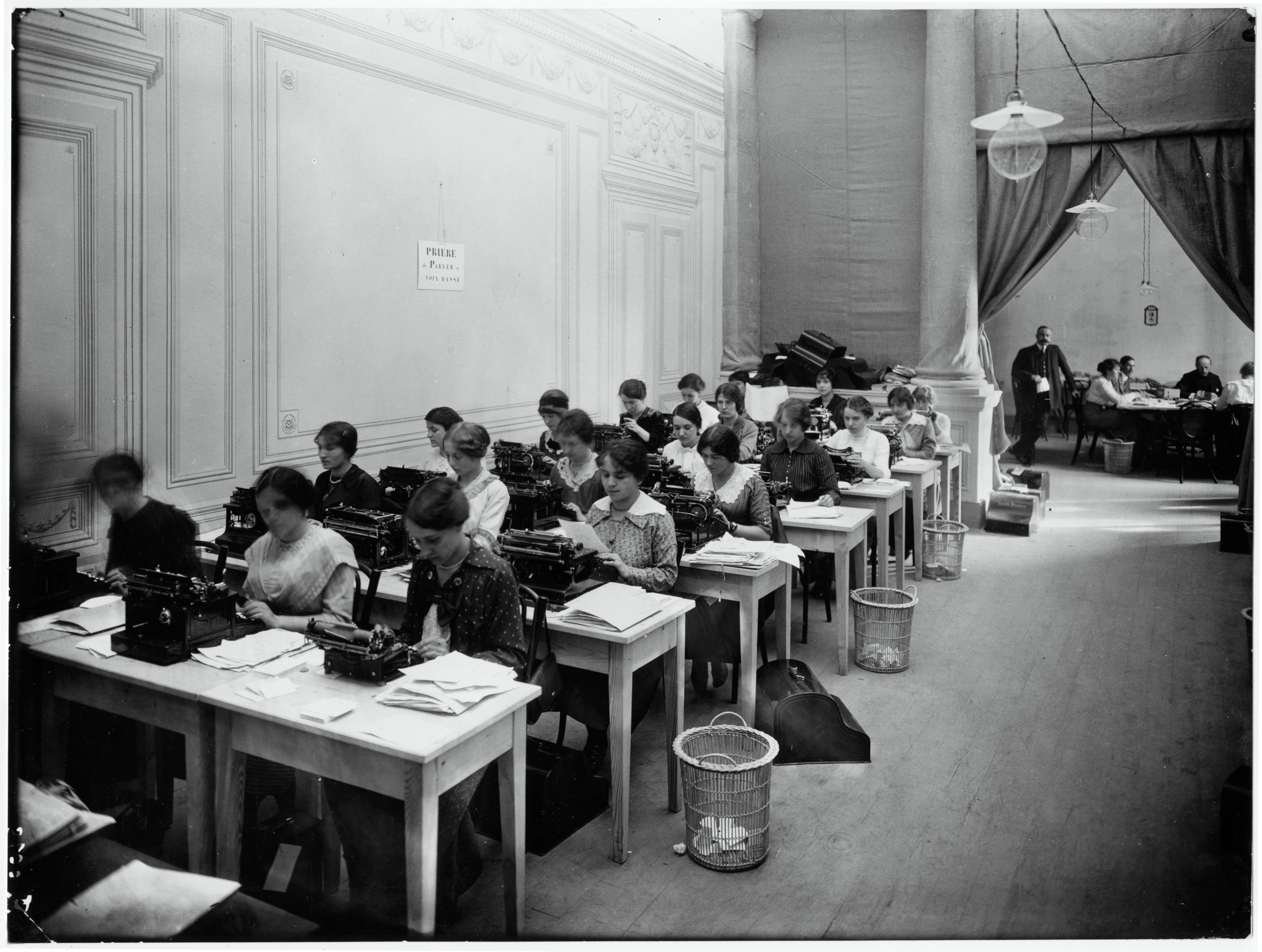
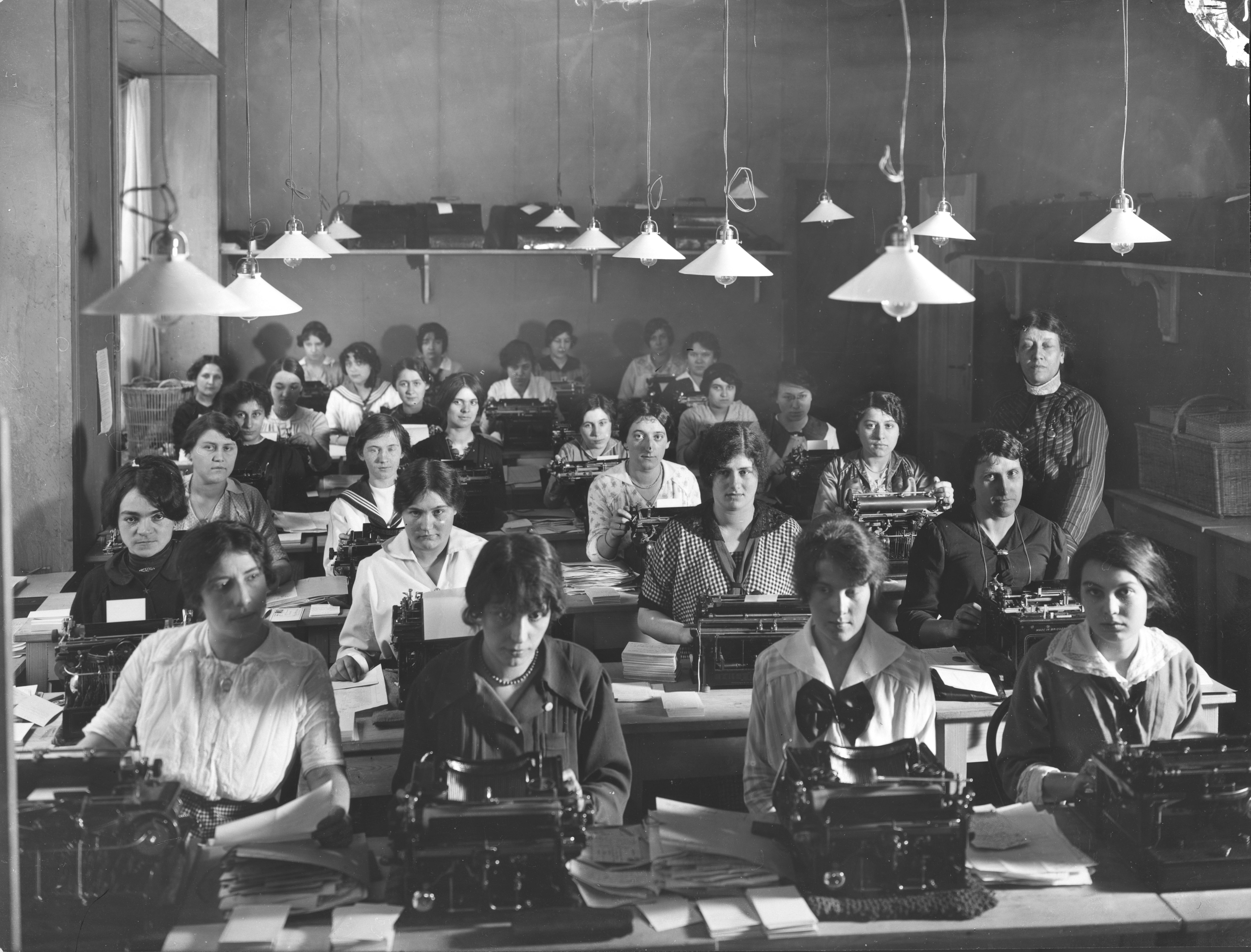
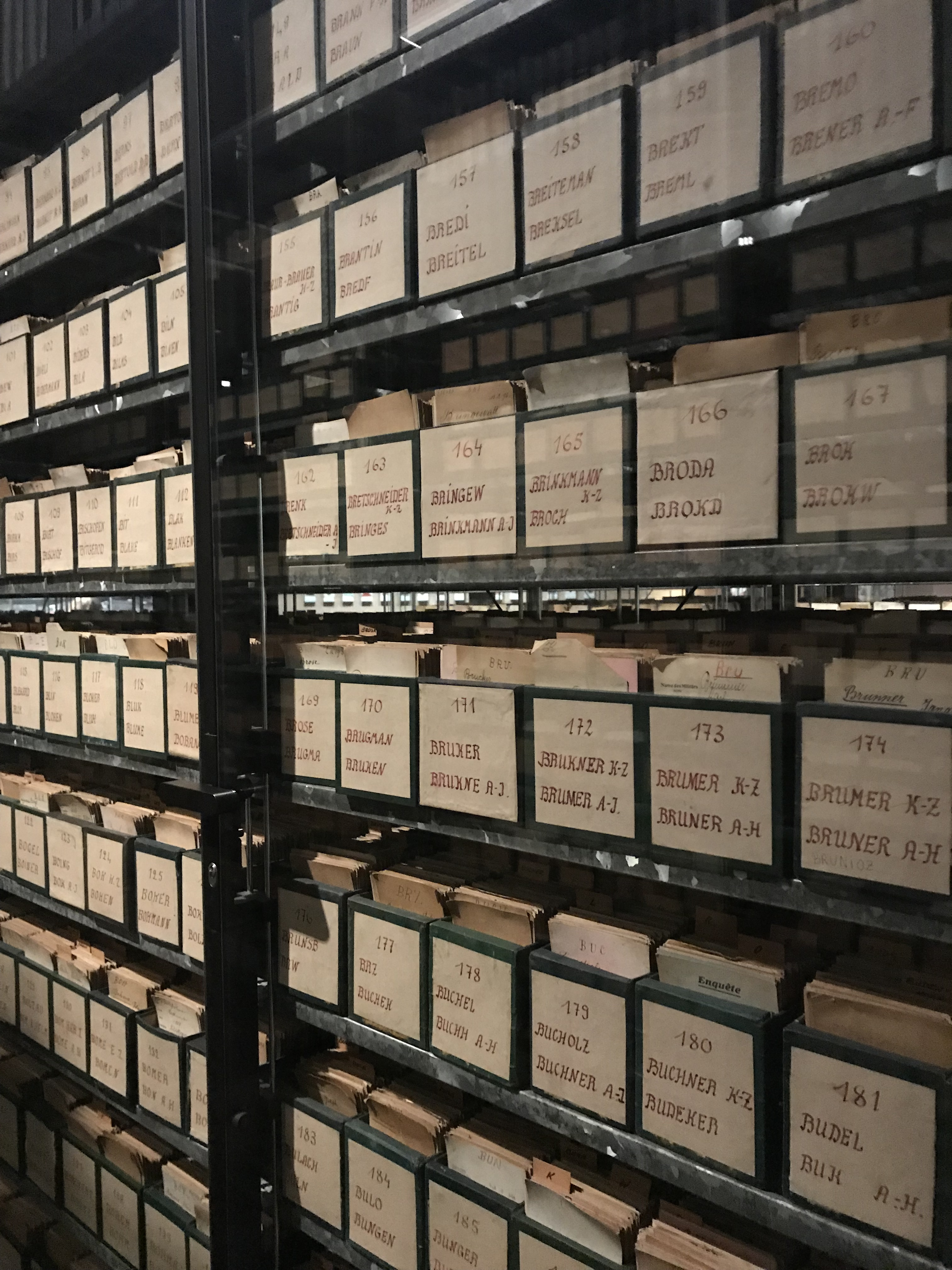
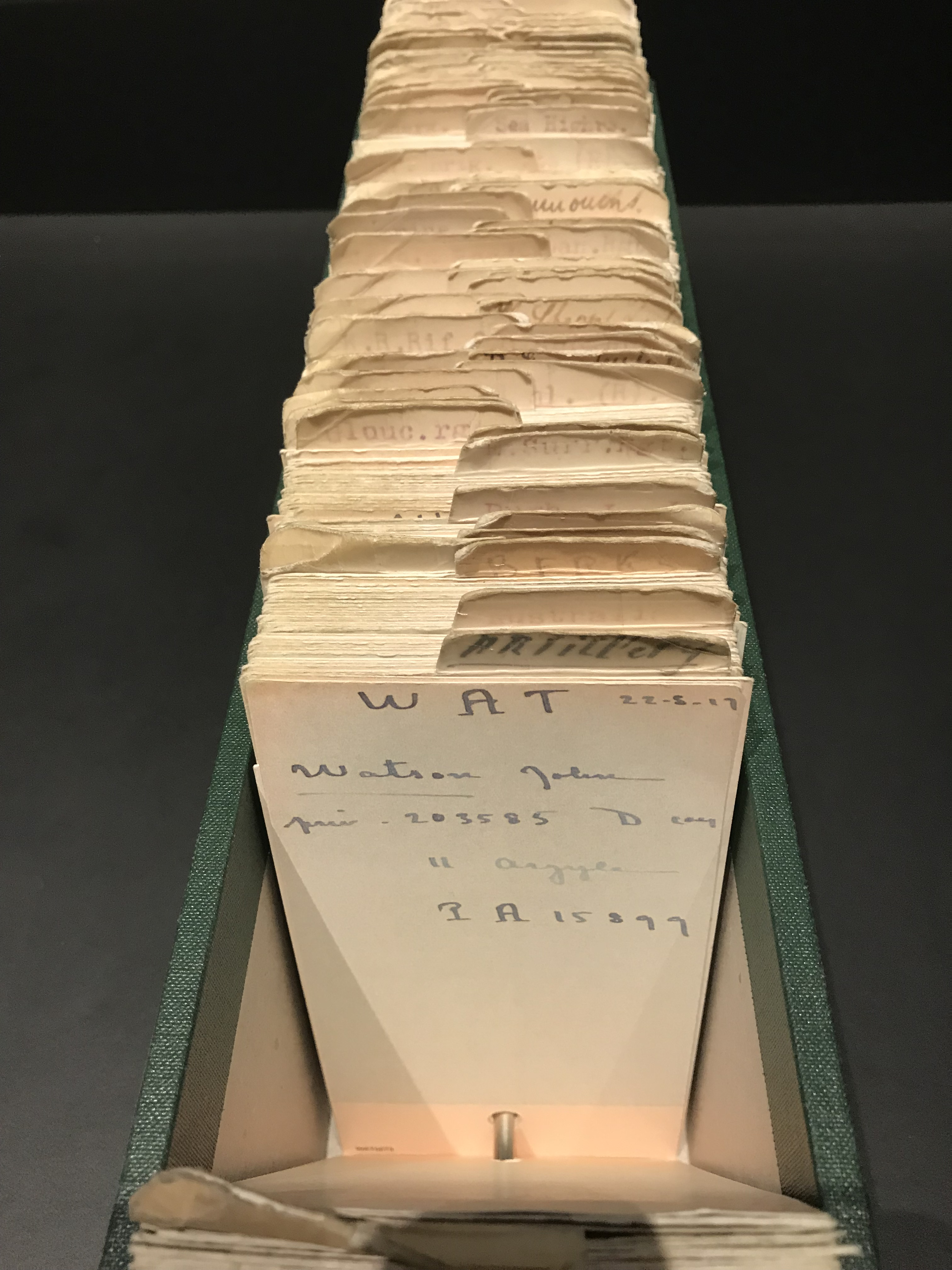

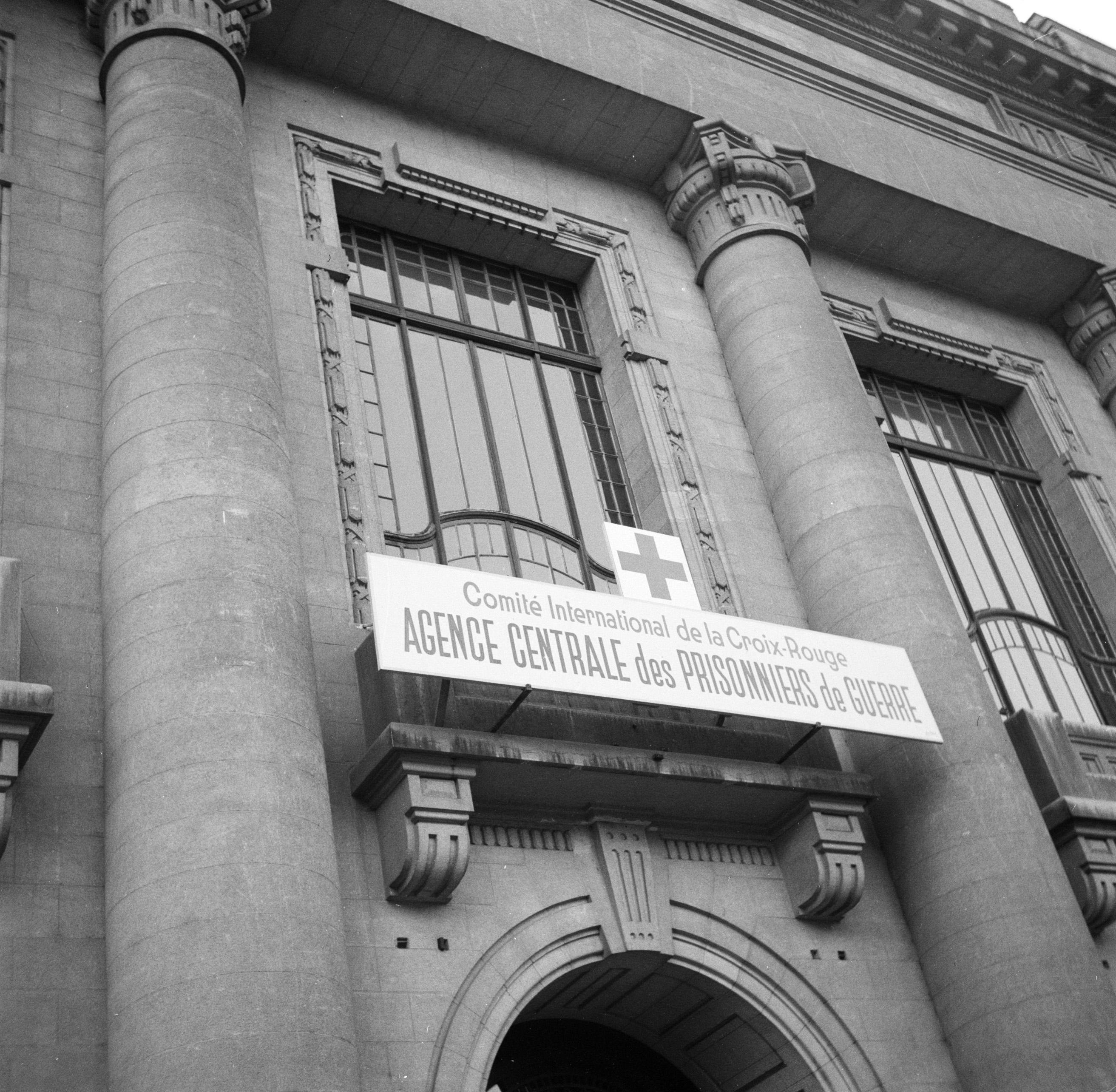
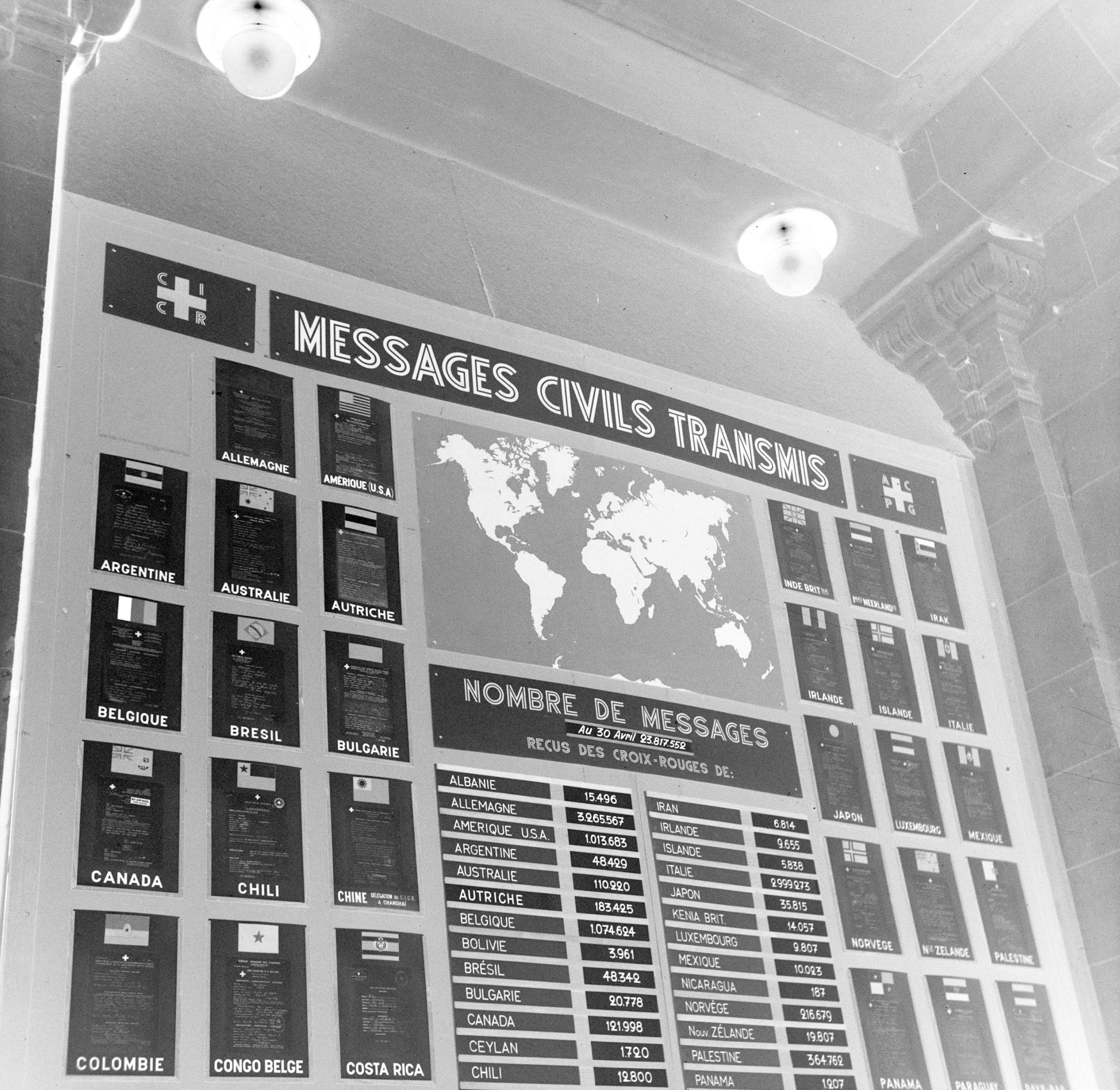
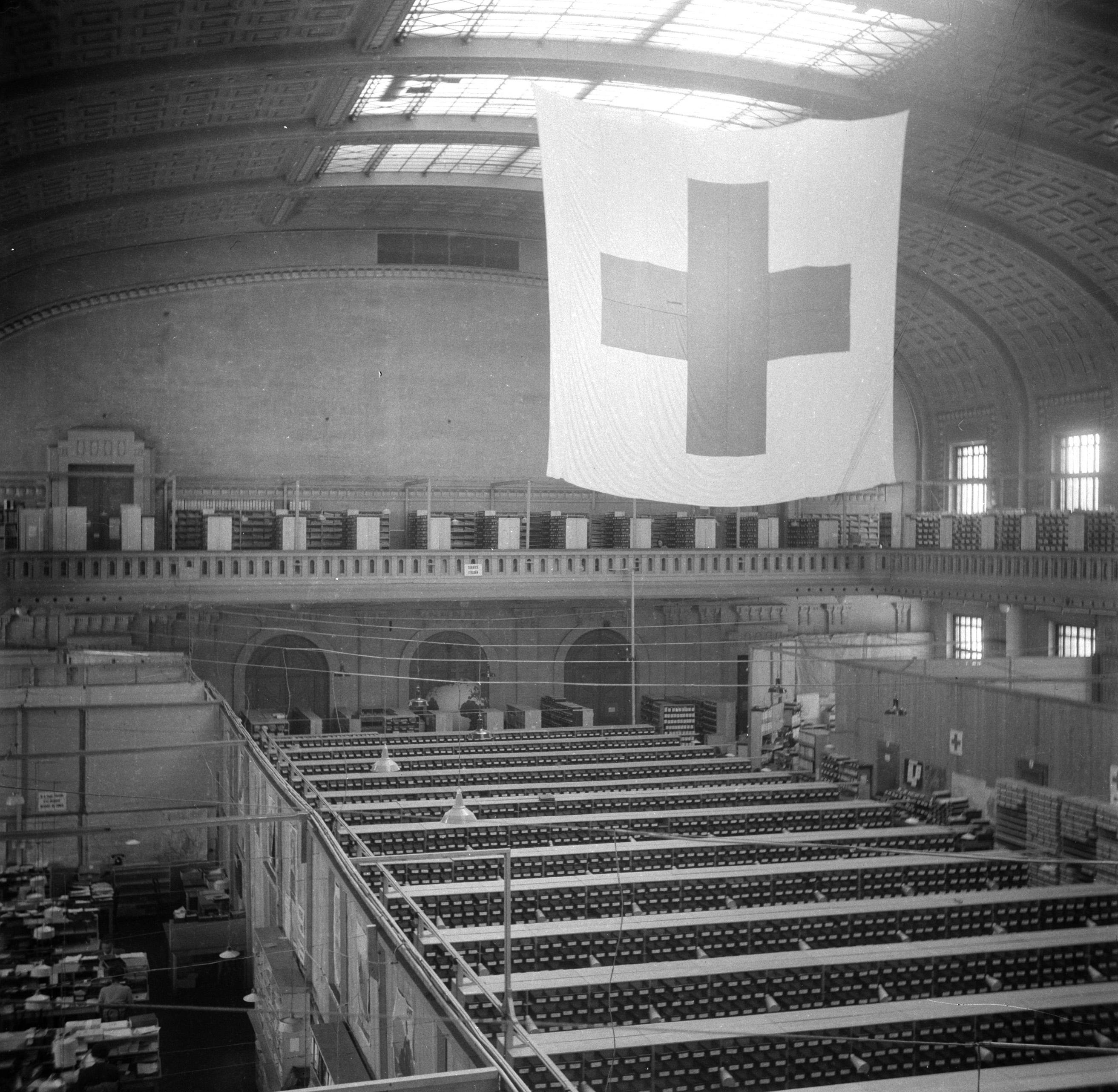
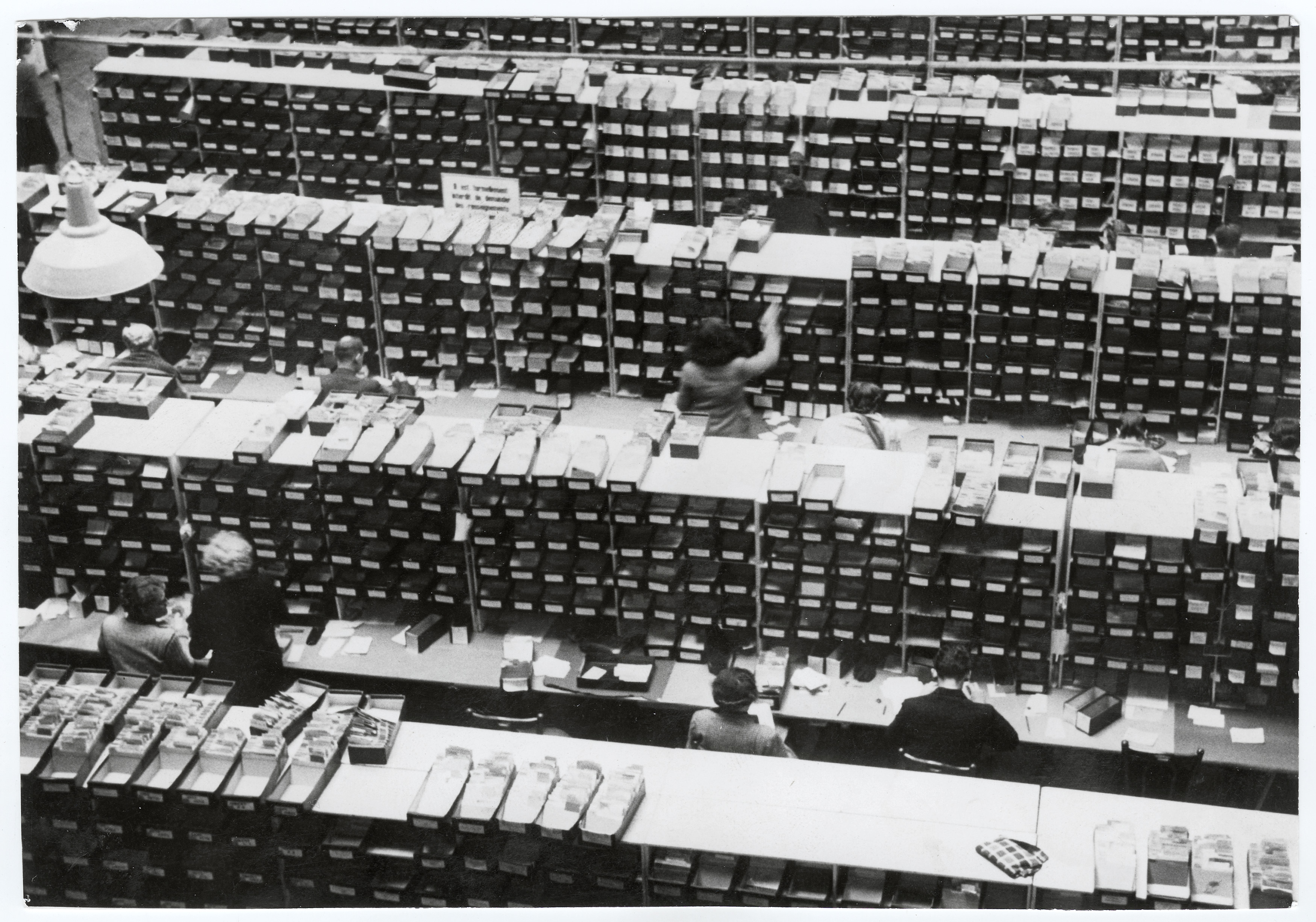
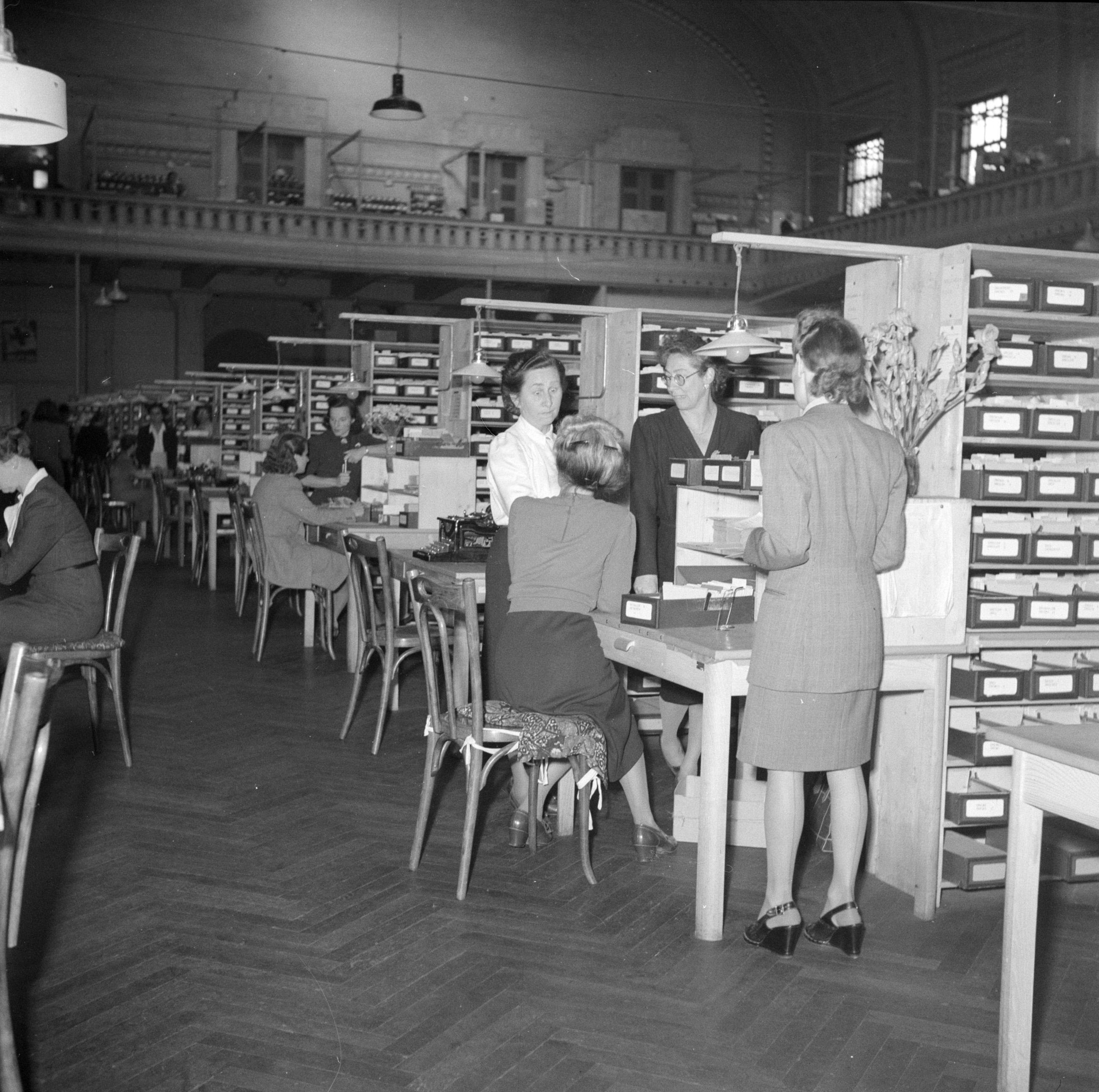
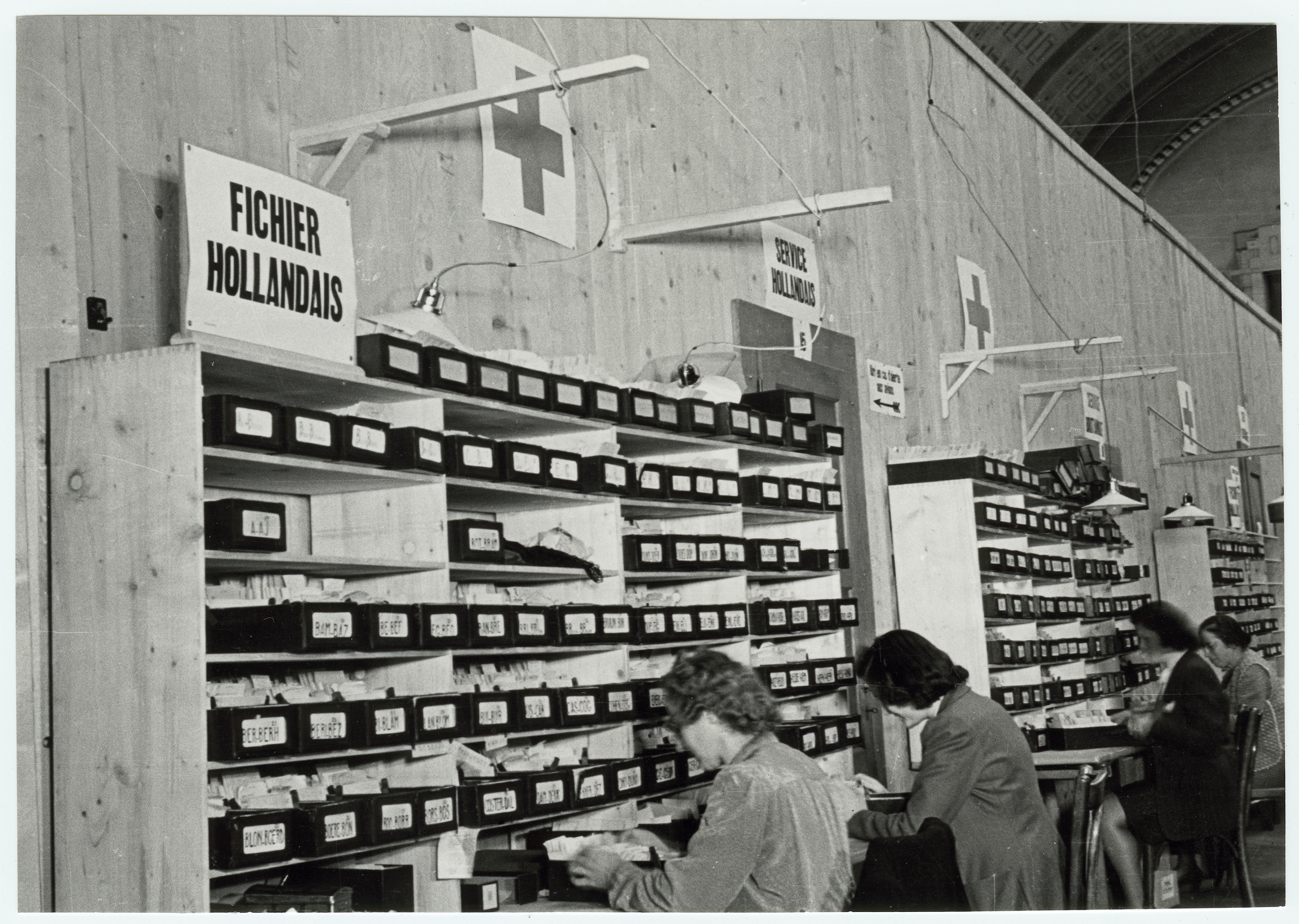
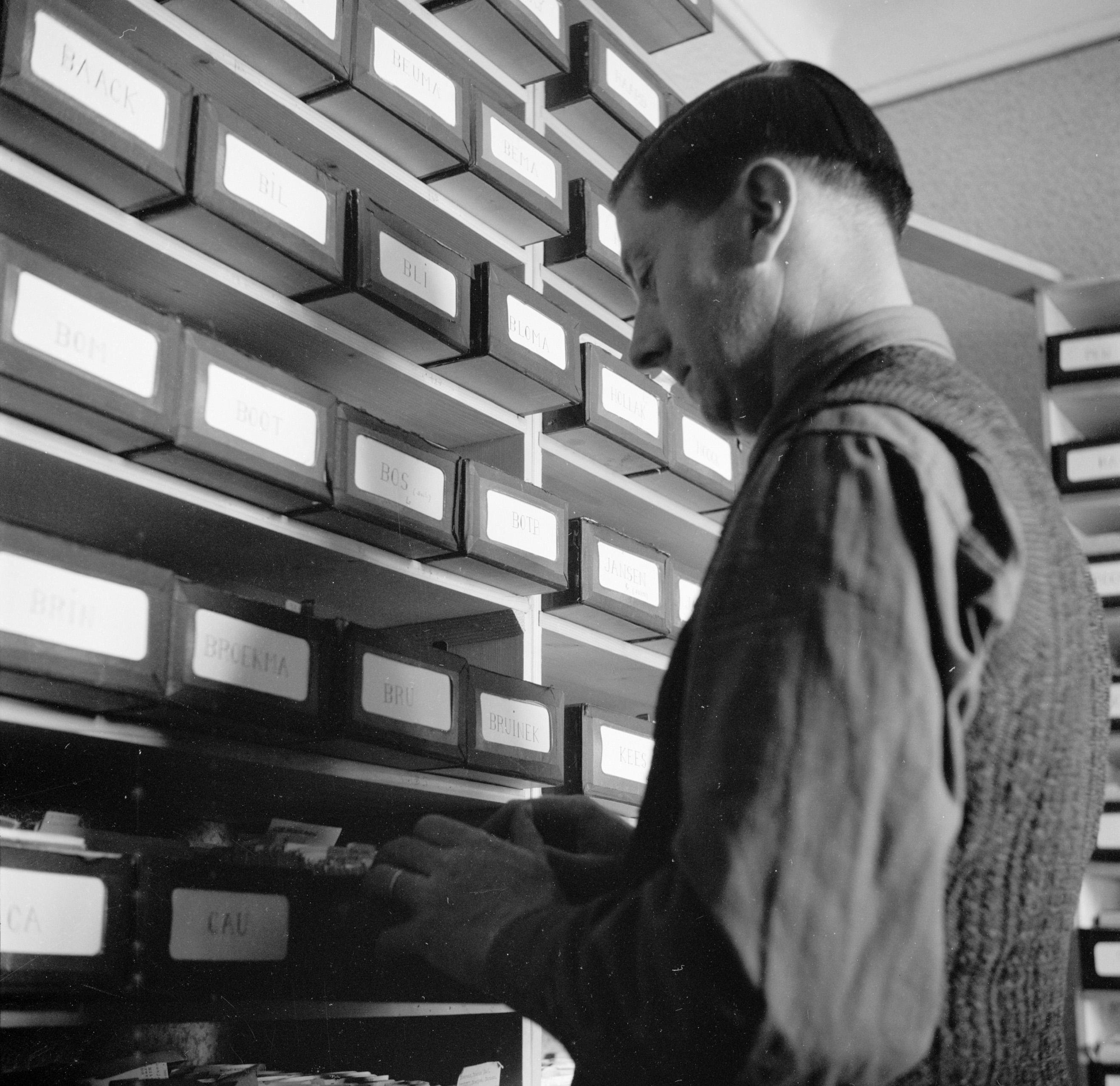
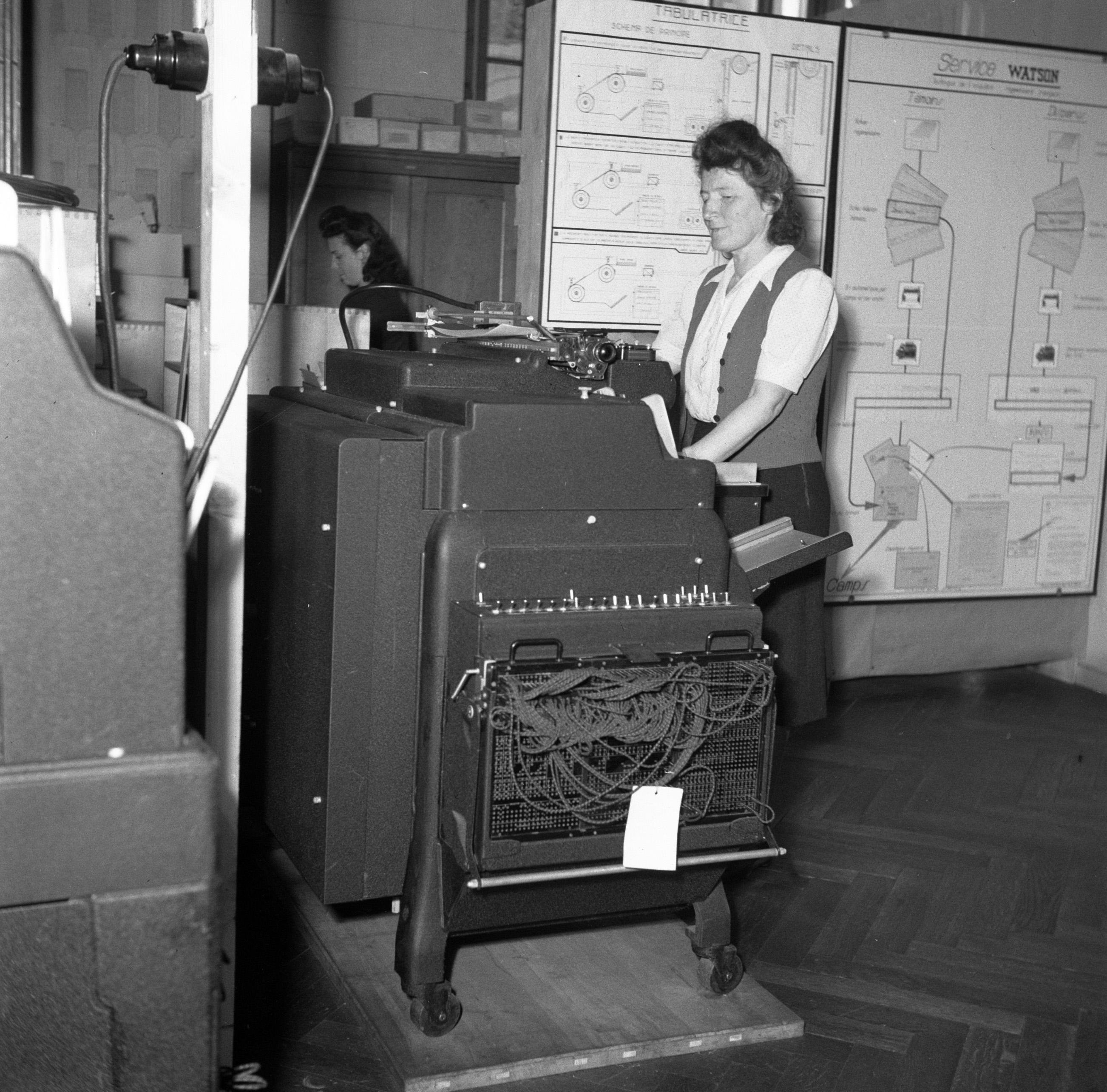

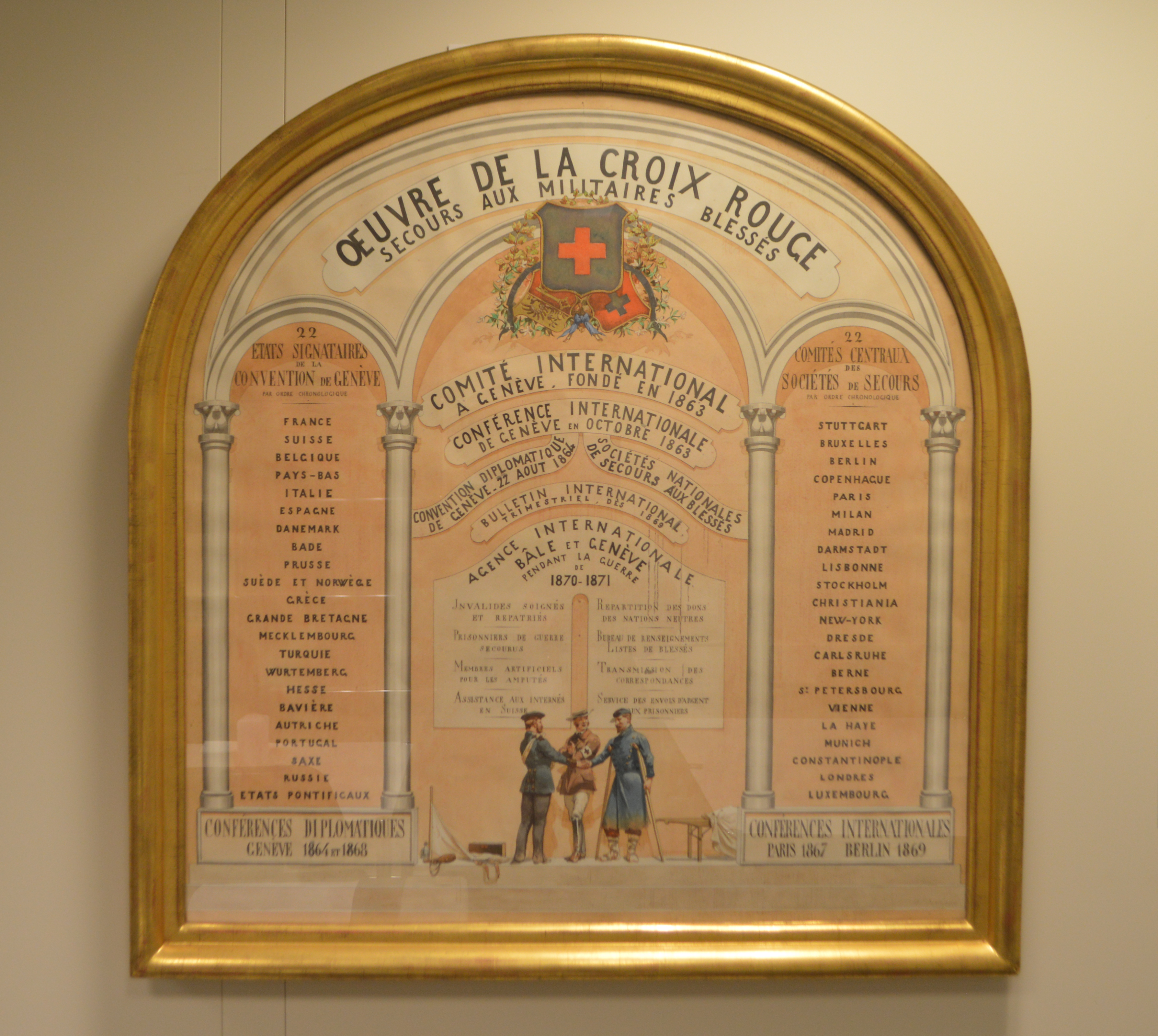
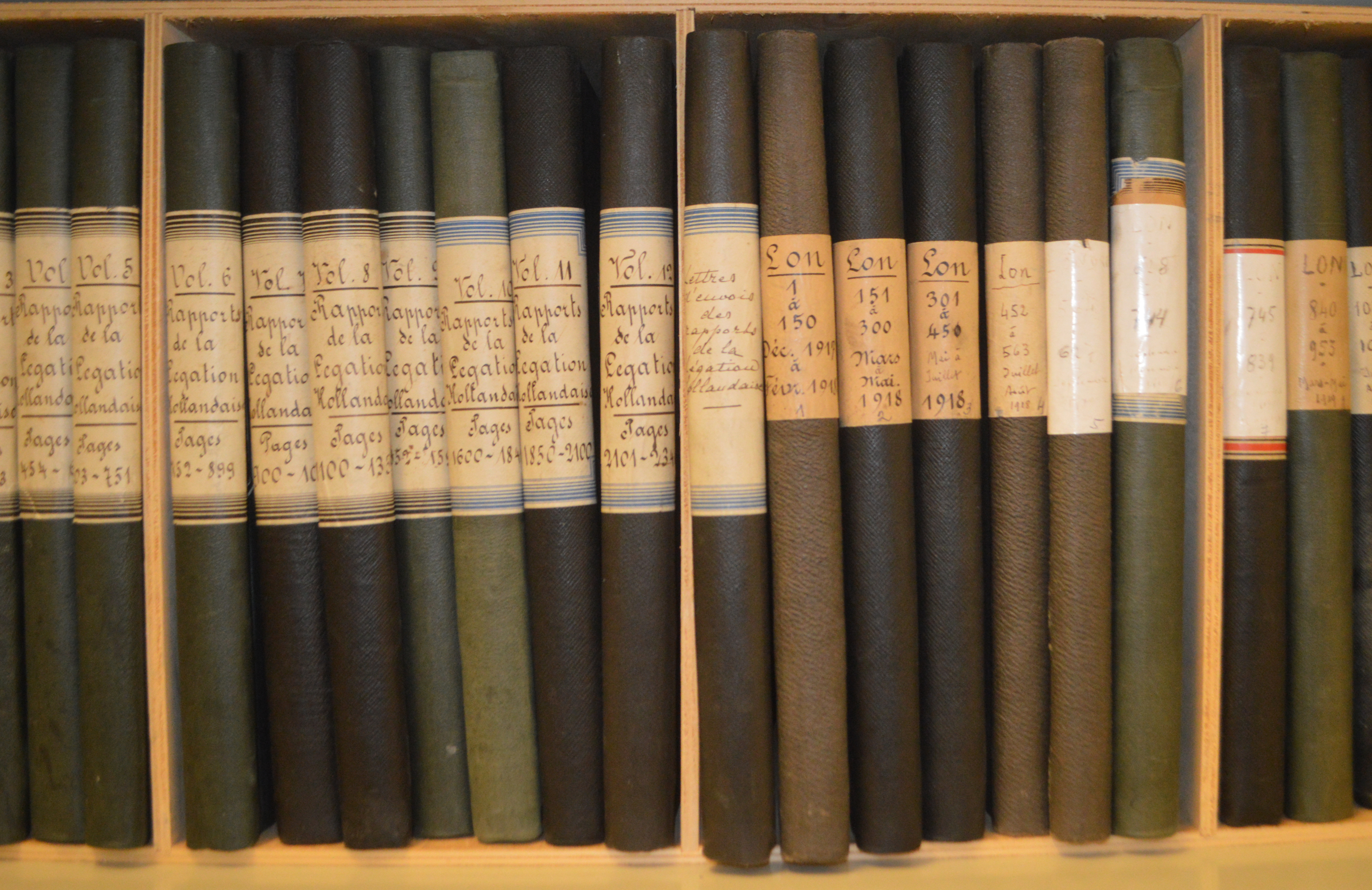
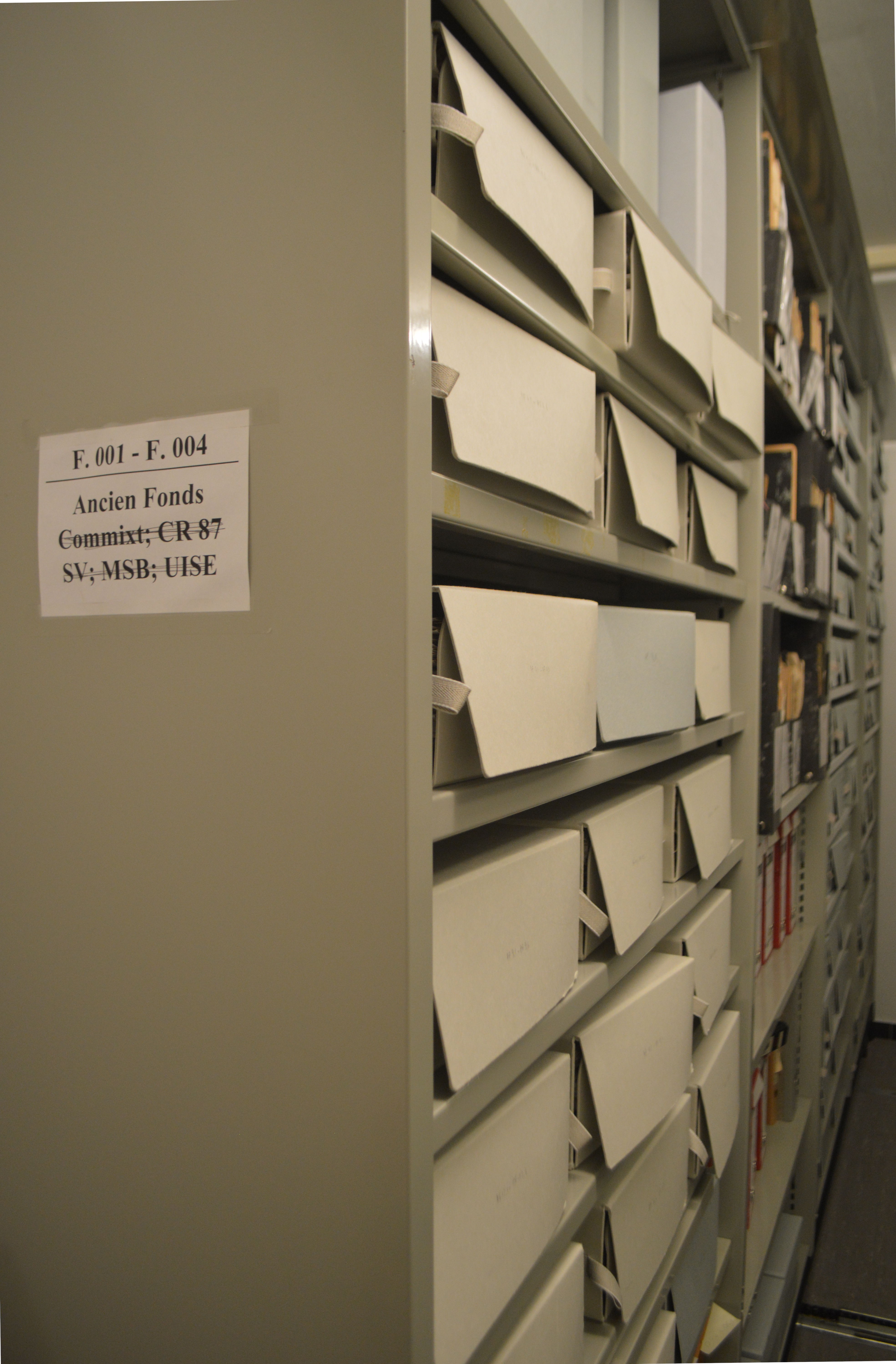
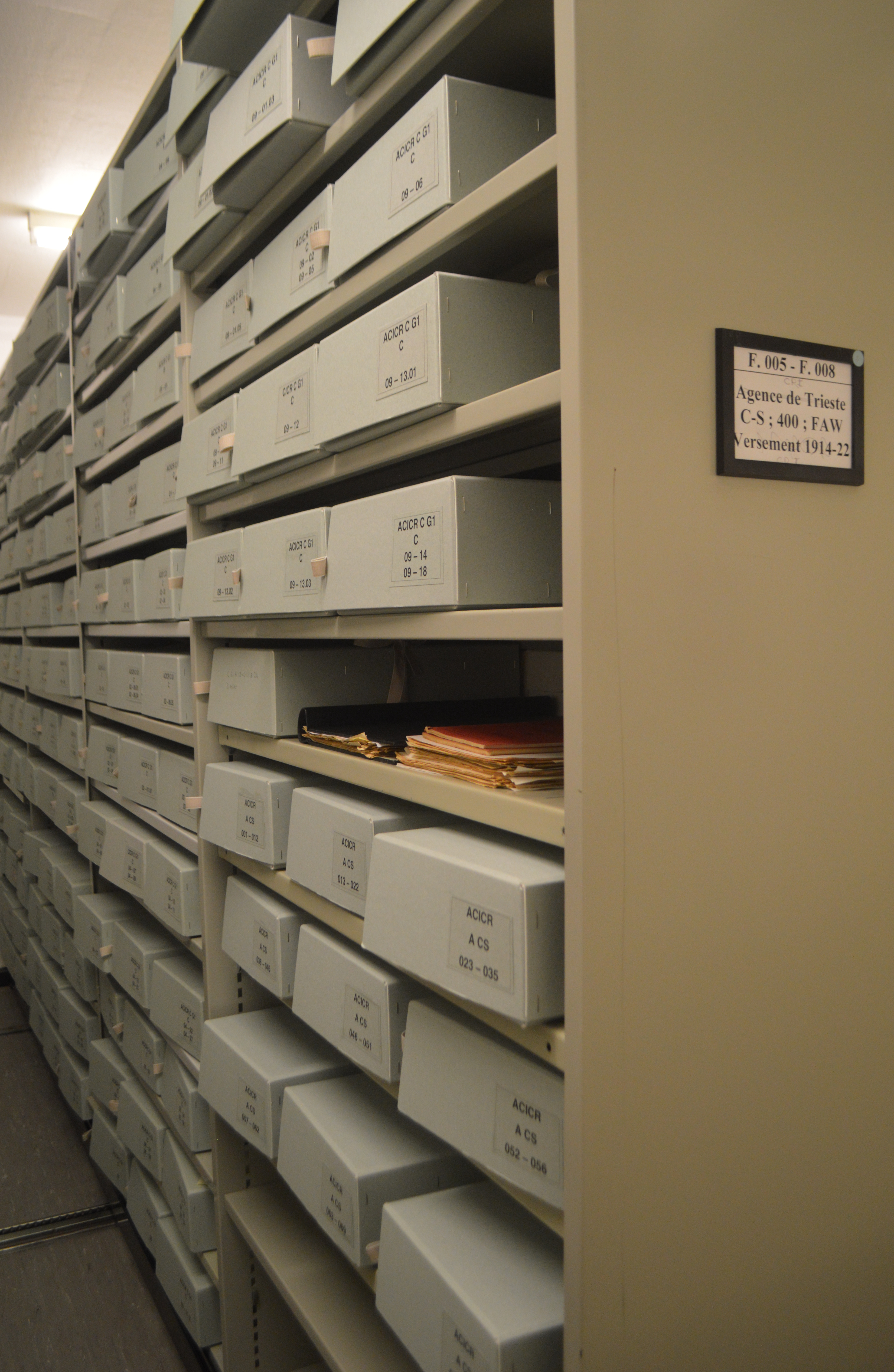
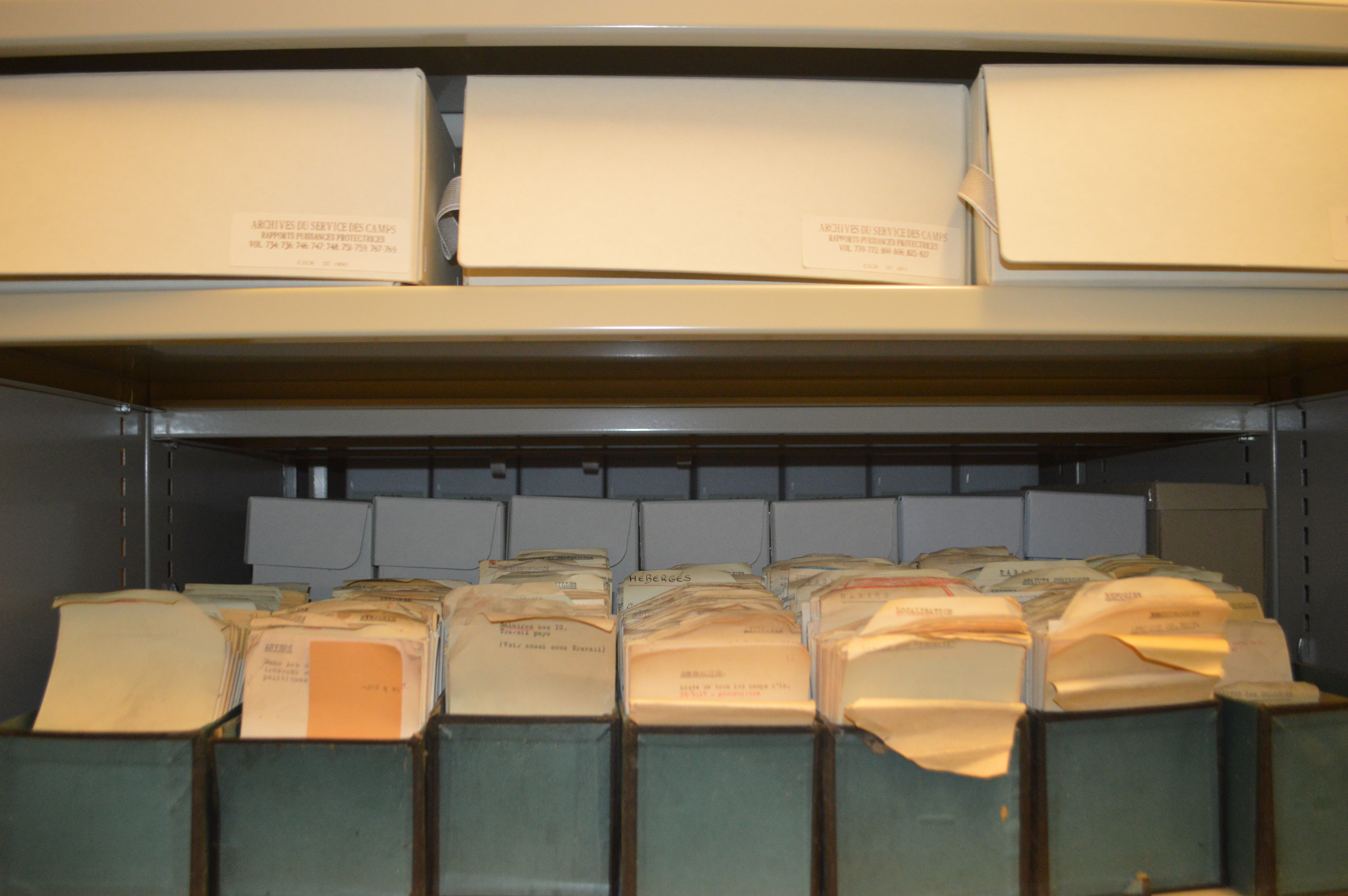
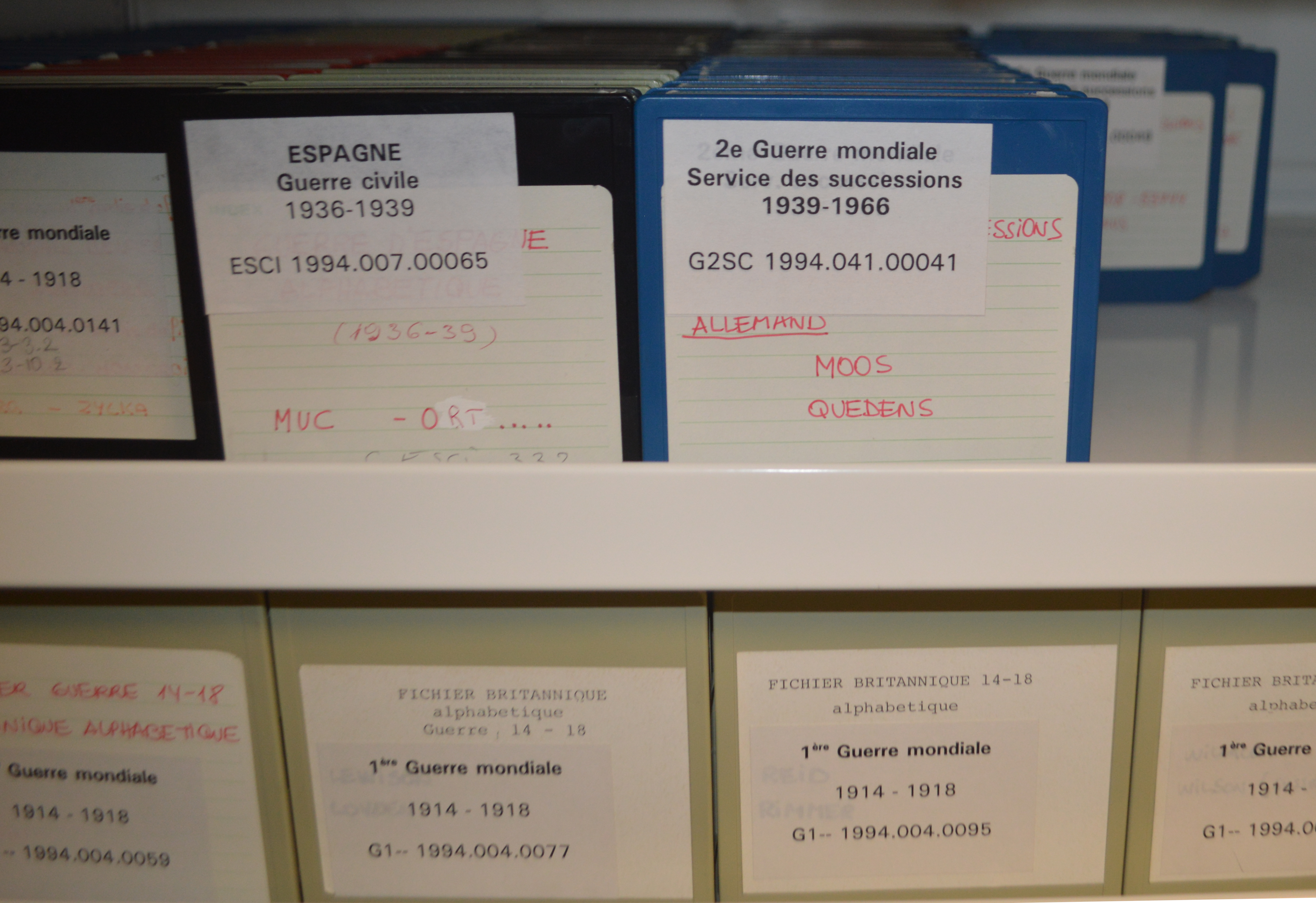
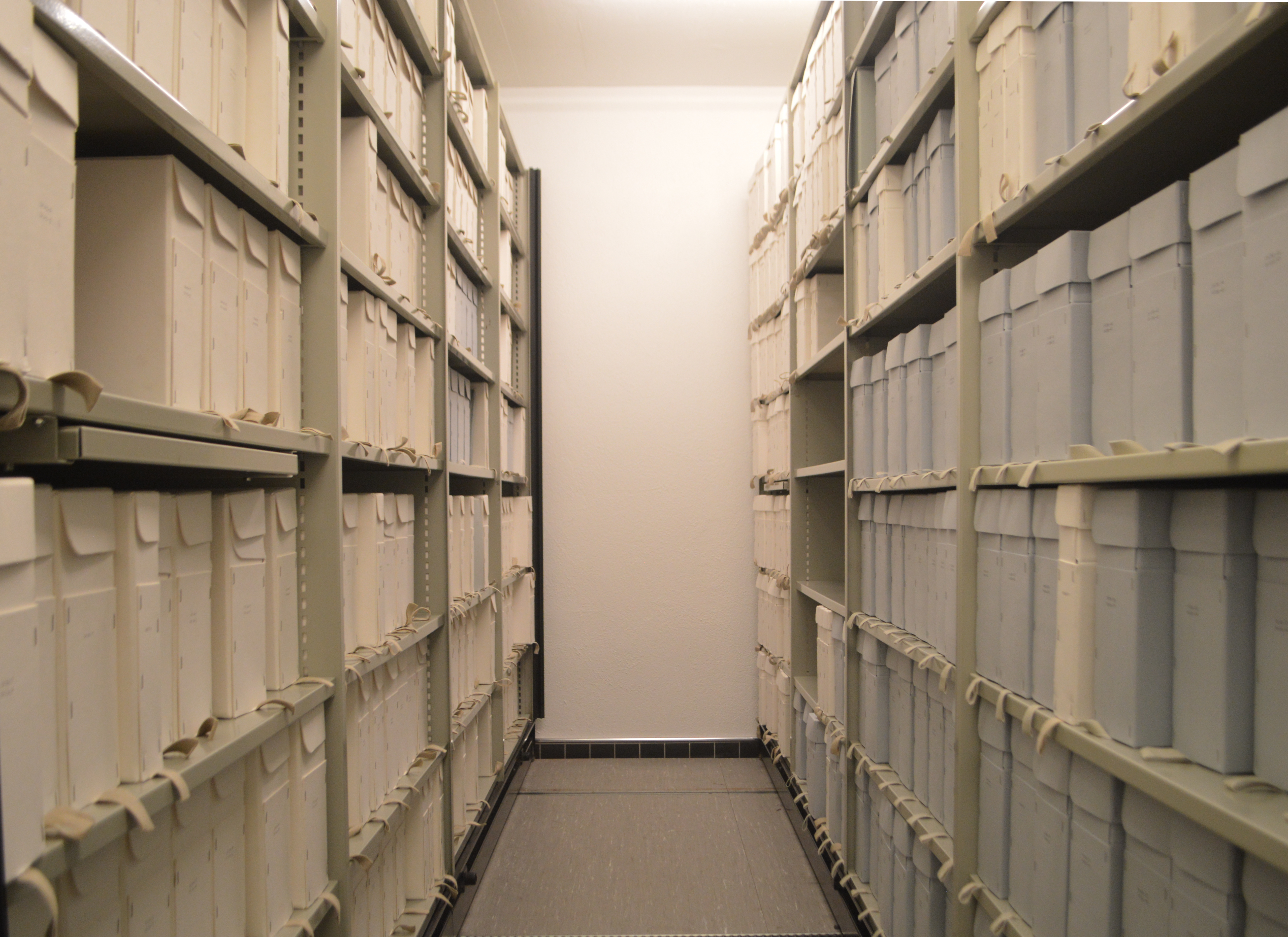

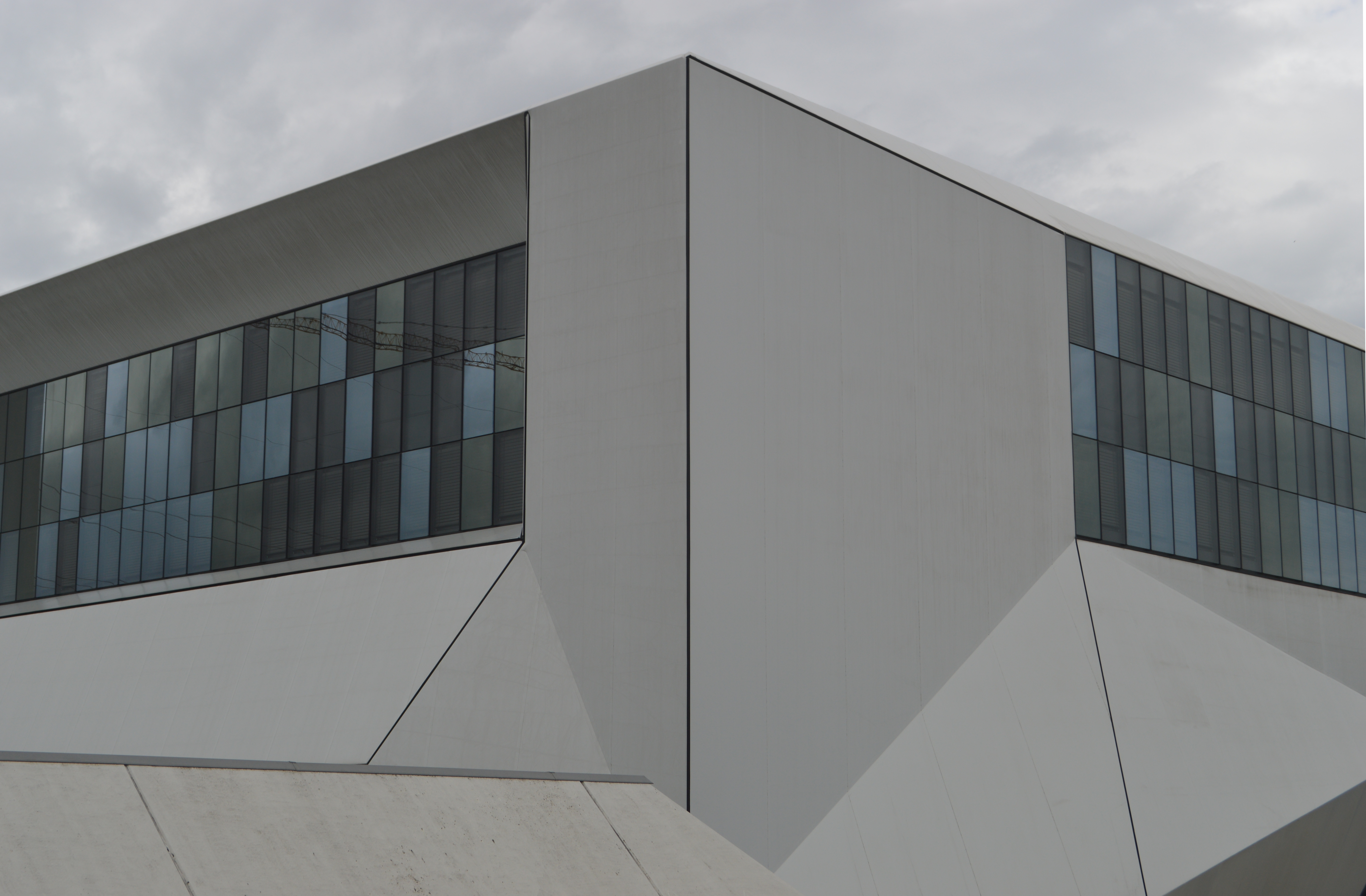
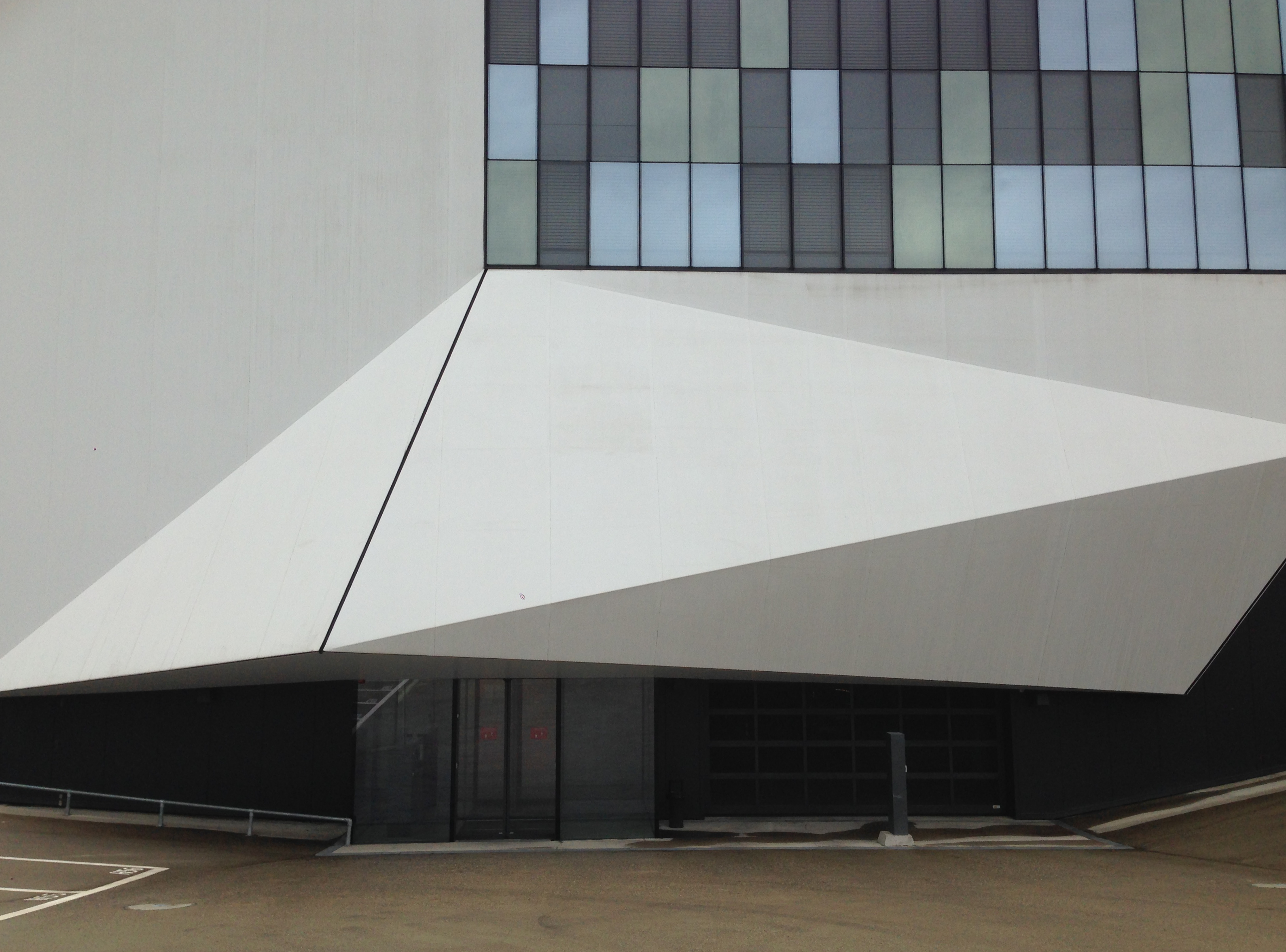
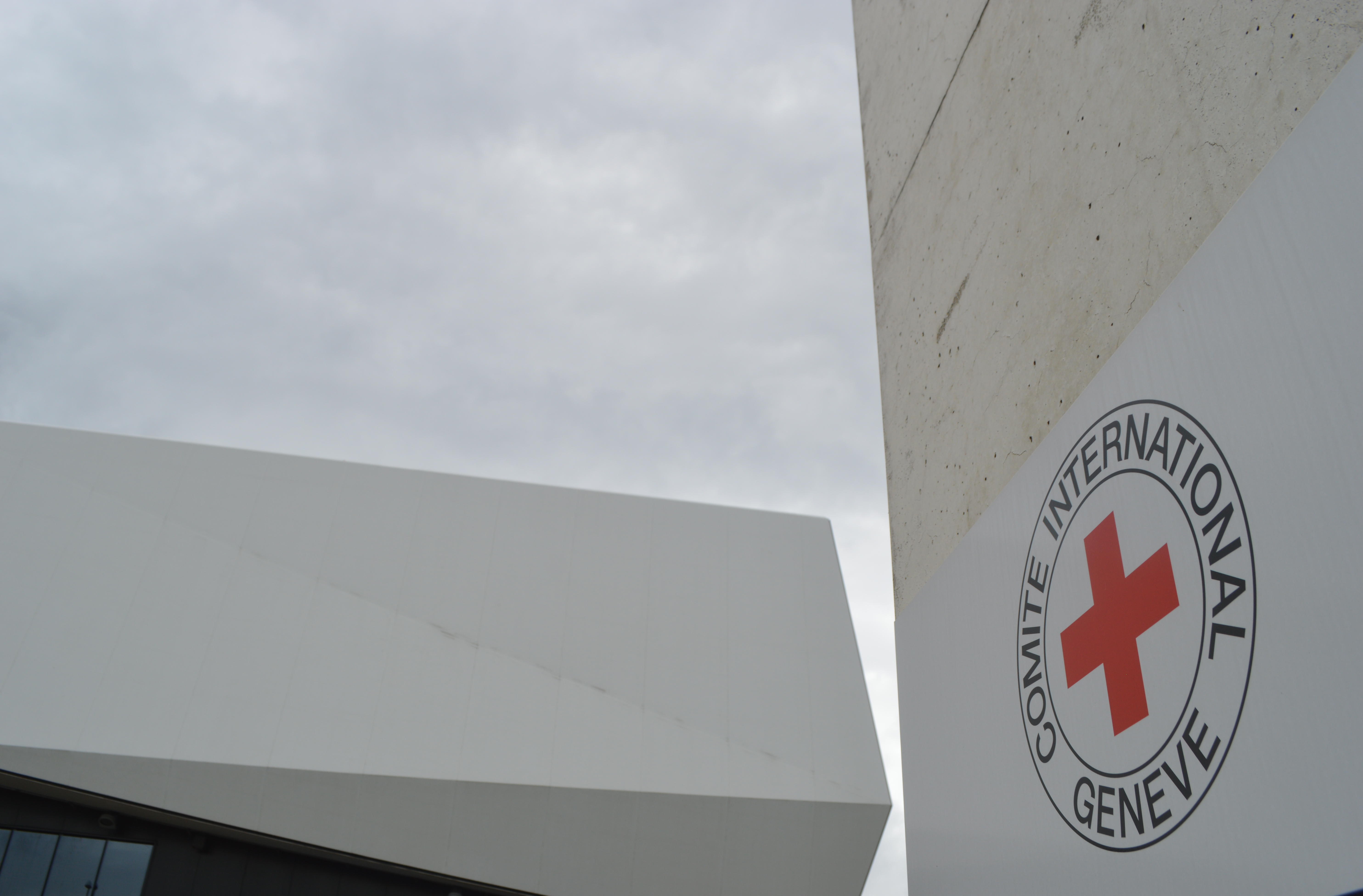
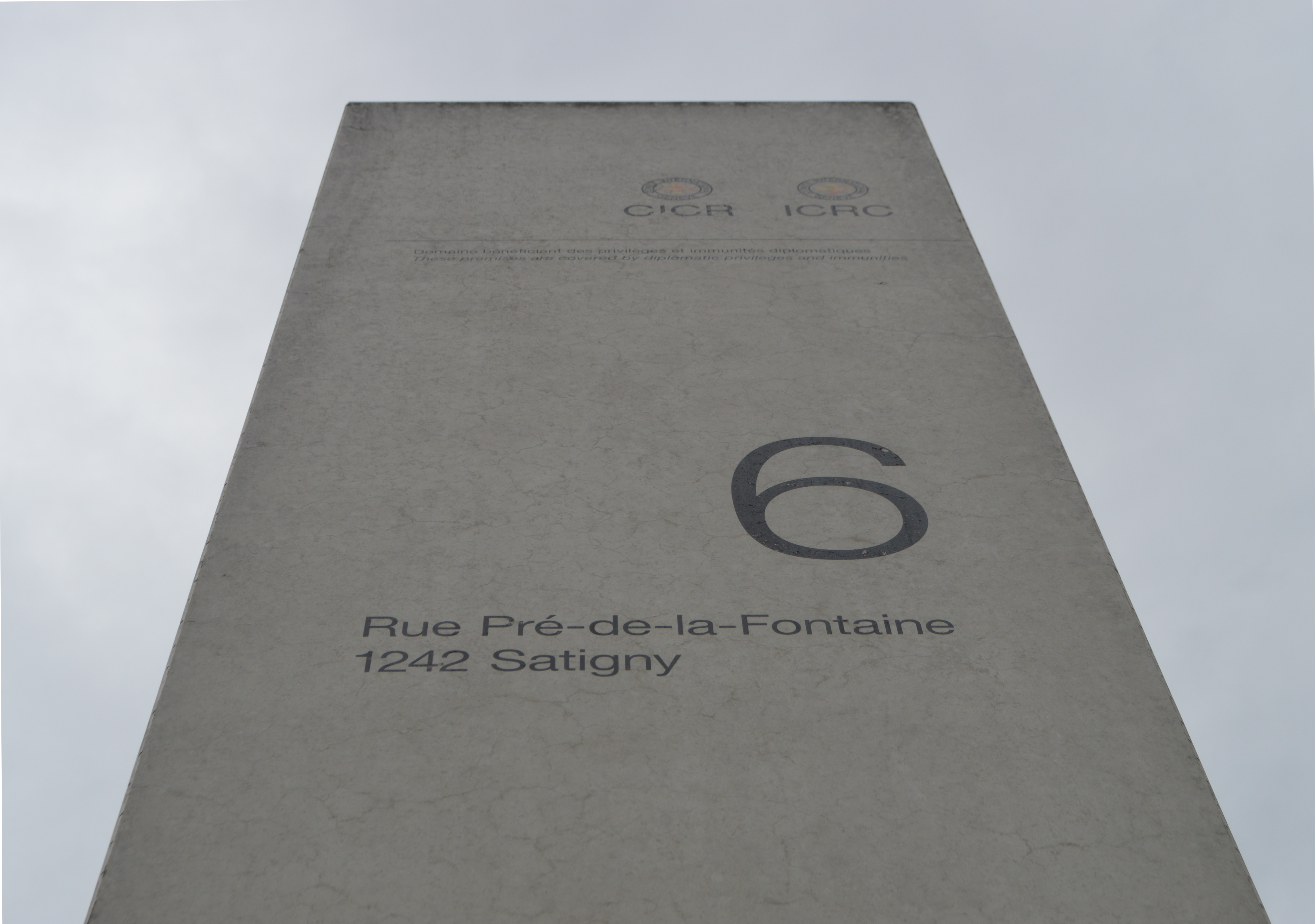
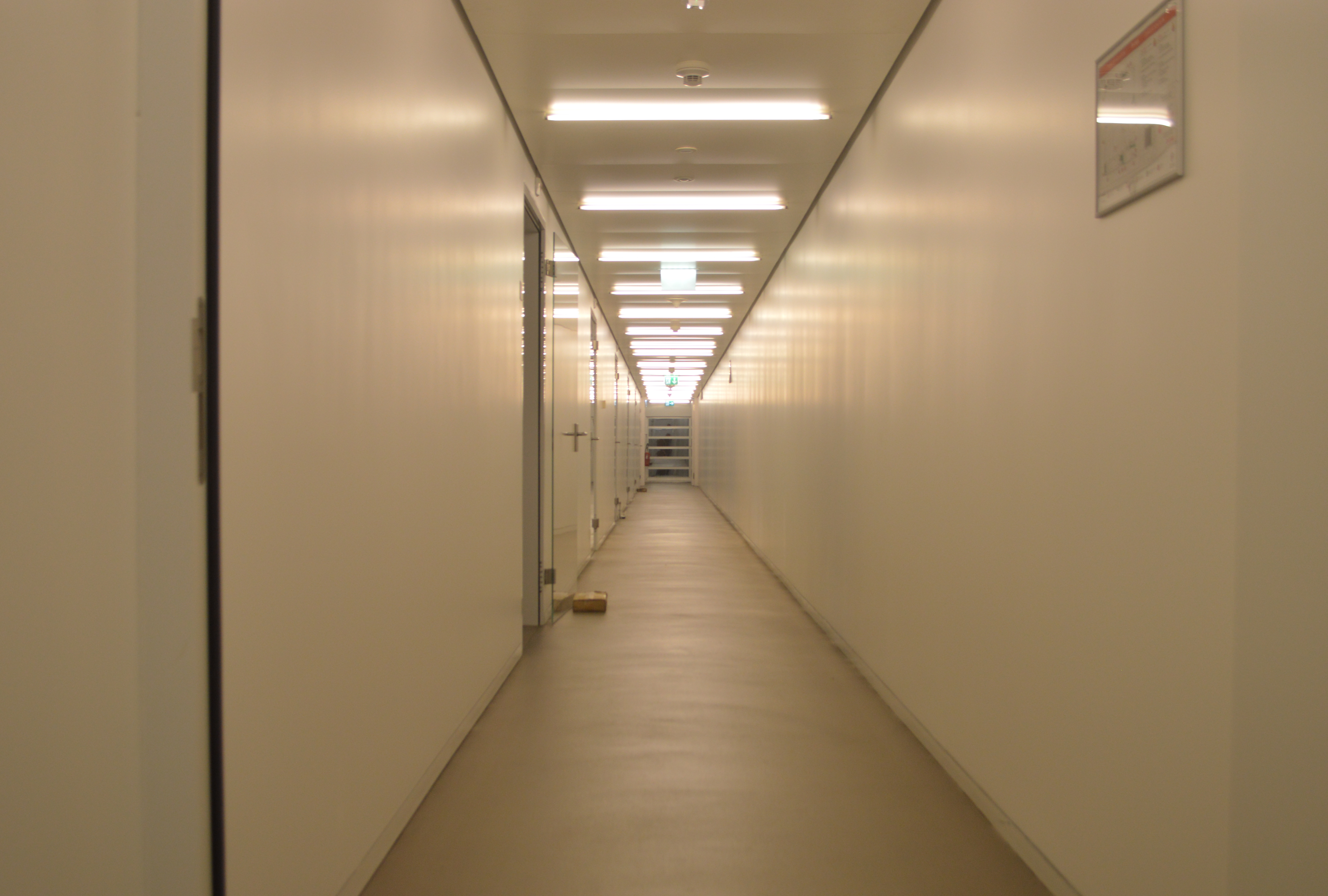
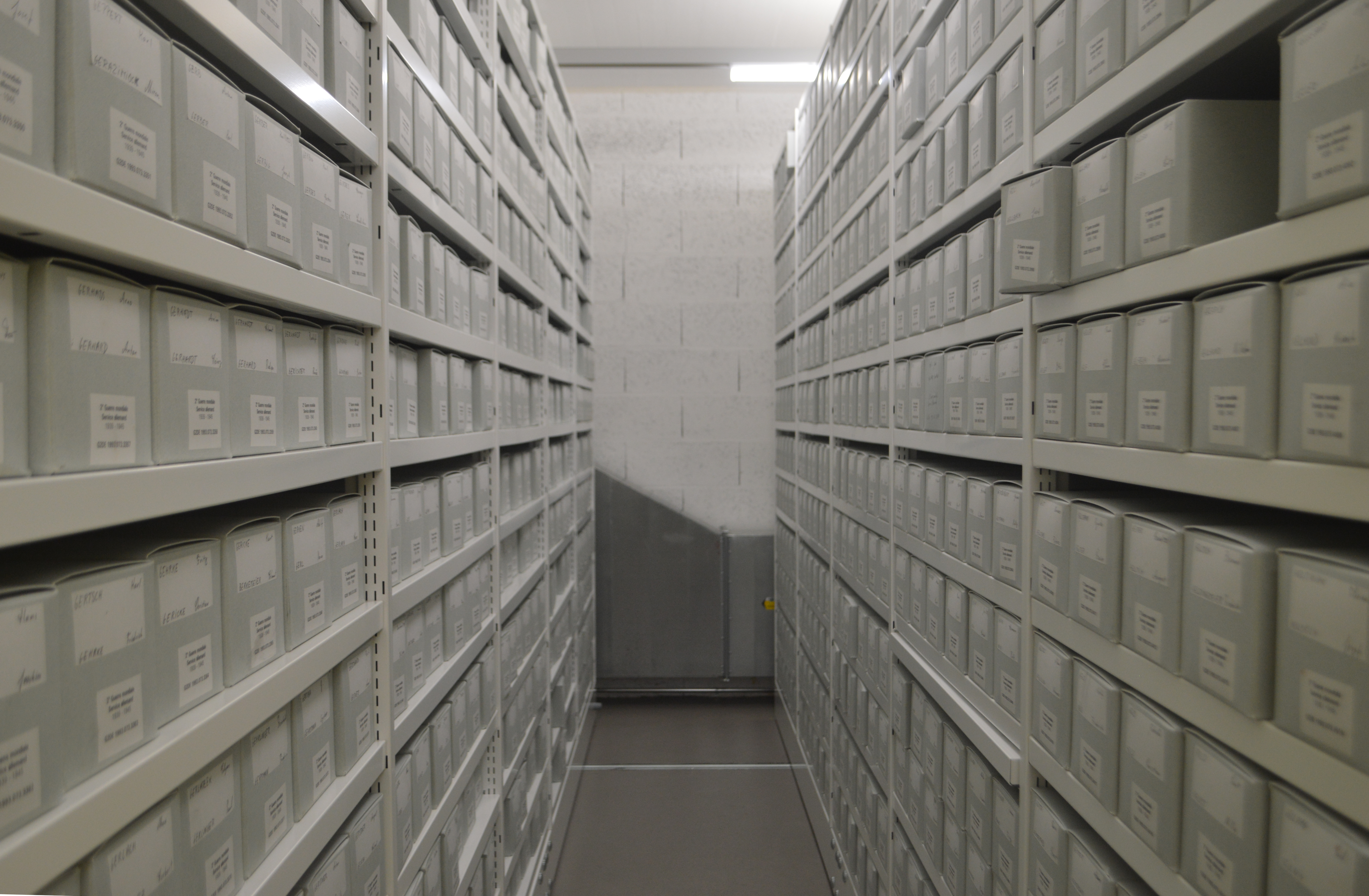

Die Zentralstelle für Kriegsgefange im Musée Rath während des Ersten Weltkrieges
Die Zentralstelle für Kriegsgefangene in Plainpalais während des Zweiten Weltkrieges
Das öffentliche Archiv am Genfer Hauptsitz (seit 1984)
Das nicht-öffentliche Archiv in Satigny (seit 2011)